# Temporada de tufões no Pacífico de 1964
A temporada de tufões no Pacífico de 1964 foi a temporada de ciclones tropicais mais ativa registrada globalmente, com um total de 39 tempestades tropicais se formando. Não tinha limites oficiais; durou o ano todo em 1964, mas a maioria dos ciclones tropicais tende a se formar no noroeste do Oceano Pacífico entre junho e dezembro. Essas datas delimitam convencionalmente o período de cada ano em que a maioria dos ciclones tropicais se forma no noroeste do Oceano Pacífico.
As tempestades tropicais formadas em toda a bacia do Pacífico Ocidental receberam um nome do Joint Typhoon Warning Center. As depressões tropicais nesta bacia têm o sufixo "W" adicionado ao seu número. As depressões tropicais que entram ou se formam na área de responsabilidade das Filipinas recebem um nome da Administração de Administração de Serviços Atmosféricos, Geofísicos e Astronômicos das Filipinas ou PAGASA. Muitas vezes, isso pode resultar na mesma tempestade com dois nomes.
A temporada de tufões no Pacífico de 1964 foi a mais ativa na história registrada, com 39 tempestades. Tempestades notáveis incluem o tufão Joan, que matou 7.000 pessoas no Vietnã; Tufão Louise, que matou 400 pessoas nas Filipinas, tufões Sally e Opal, que tiveram alguns dos ventos mais fortes de qualquer ciclone já registrado em 314 km/h (195 mph), os tufões Flossie e Betty, que atingiram a cidade de Xangai, na China, e o tufão Ruby, que atingiu Hong Kong como uma poderosa tempestade de categoria 4 de 230 km/h (140 mph), matando mais de 700 e se tornando o segundo pior tufão a afetar Hong Kong.

## Resumo da temporada
Linha do tempo da atividade da Temporada de tufões no Pacífico de 1964

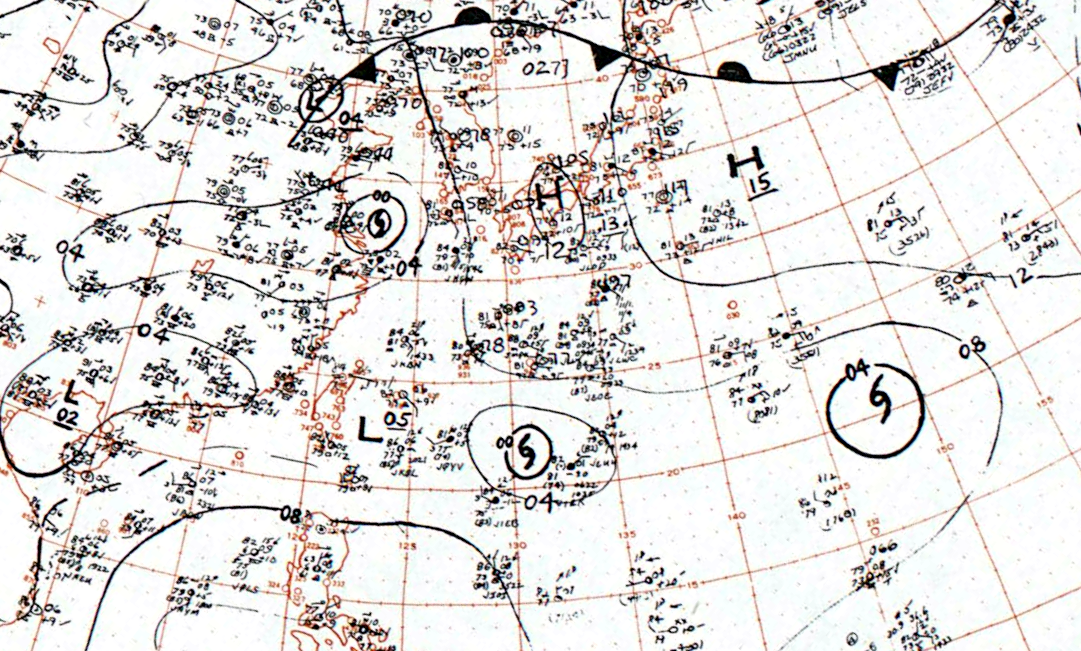
Um gráfico de análise do tempo de superfície mostrando os tufões Flossie e Helen e a tempestade tropical Grace em 28 de julho. Julho de 1964 apresentava mais tufões do que qualquer outro em Julho anterior em registo.

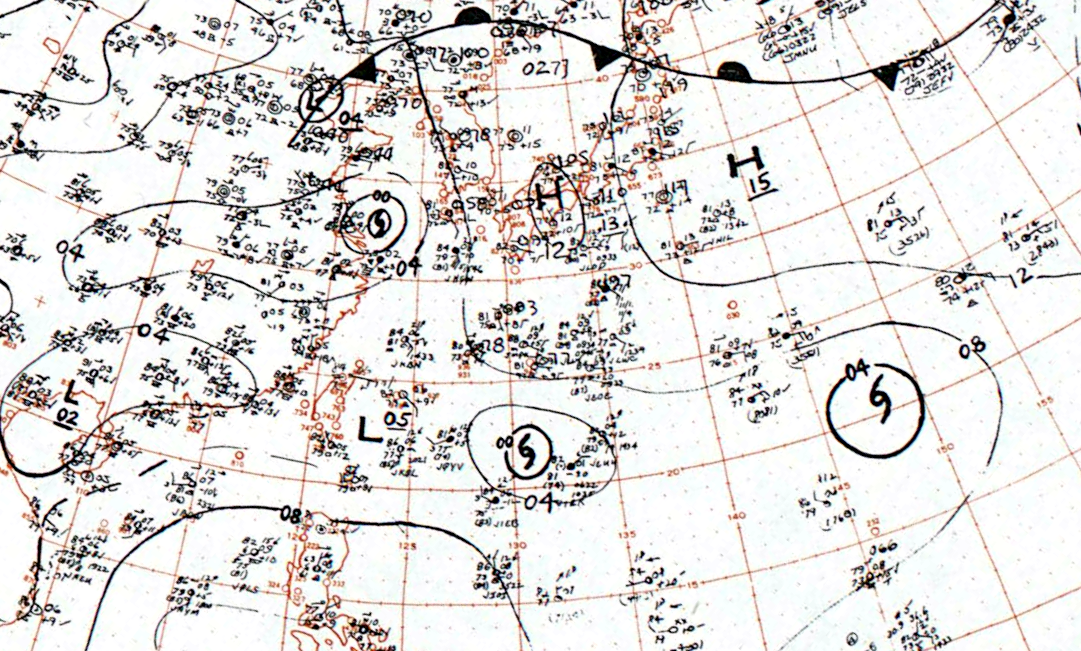
Um gráfico de análise do clima de superfície mostrando os tufões Flossie e Helen e a tempestade tropical Grace em 28 de julho. 19 de julho64 apresentou mais tufões do que qualquer julho anterior já registrado.

A temporada de tufões  de 1964 foi a temporada de tufões mais ativa no Pacífico já registrada. Todos os meses entre e incluindo maio e novembro foram caracterizados por um número acima da média de tufões em relação ao período de 1959-1976. A Administração Meteorológica da China (CMA), o Observatório de Hong Kong (HKO), a Agência Meteorológica do Japão (JMA) e o Joint Typhoon Warning Center (JTWC) mantêm bancos de dados de ciclones tropicais que incluem suas respectivas análises de intensidade e caminho para 1964, resultando em tempestades díspares contagens e intensidades. Contagens totais de ciclones tropicais para 1964 temporada incluem 40 do CMA, 34 do JMA e 52 do JTWC (incluindo 7 considerados "ciclones suspeitos"). :47Houve mais tempestades nomeadas no noroeste do Pacífico em 1964 do que em qualquer outro ano ou em qualquer outra bacia.
Uma recomendação foi feita na 20ª sessão da Comissão Econômica das Nações Unidas para a Ásia e o Extremo Oriente (agora conhecida como Comissão Econômica e Social da ONU para a Ásia e o Pacífico [ESCAP]) em março 1964 para o Secretariado das Nações Unidas e a Organização Meteorológica Mundial para investigar a viabilidade de um programa multinacional de monitoramento de tufões. Isso levou à formação do ESCAP/WMO Typhoon Committee, que realizou sua sessão inaugural em 1968. Antes do início do Comitê de Tufões, o Comando Indo-Pacífico dos Estados Unidos designou a Central Meteorológica da Frota dos EUA em Guam como o JTWC em 19 de maio59. O JTWC foi encarregado de alertar as agências do governo dos EUA sobre ciclones tropicais no noroeste do Pacífico, além de pesquisar e orquestrar o reconhecimento de aeronaves em tais tempestades. :iBoeing B-47 Stratojets foram implantados a partir do 54º Esquadrão de Reconhecimento Meteorológico para realizar reconhecimento aéreo.:11 O JTWC emitiu 730 avisos em 26 tufões, 14 tempestades tropicais e 5 depressões tropicais. O número de tufões foi um novo recorde, superando os 24 registrados em 1962.:47 Dez deles ocorreram no Mar da China Meridional, em comparação com a média anual de 3,2 nos cinco anos anteriores a 1964. A força anômala das ondas tropicais observadas durante a segunda e também comprido metade do ano pode ter contribuído para a alta atividade da temporada. Dez dos ciclones tropicais do ano - Grace, Helen, Nancy, Pamela, Ruby, Fran, Georgia, Iris, Kate, Louise e Opal - foram detetados pela primeira vez usando satélites meteorológicos.

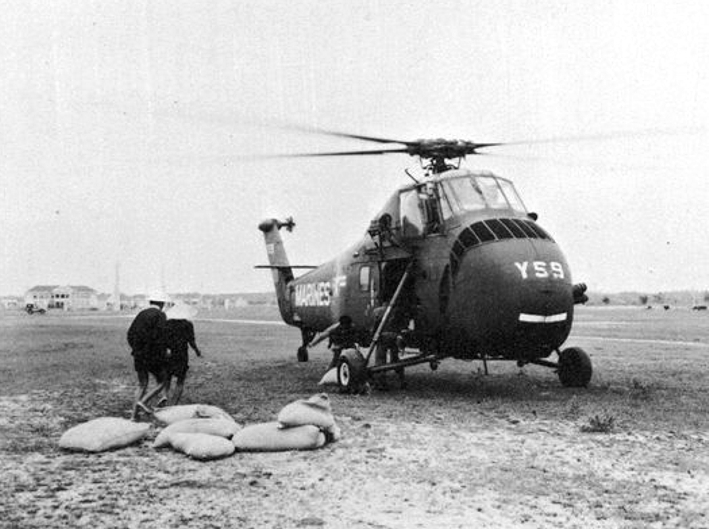
Um helicóptero do Corpo de Fuzileiros Navais dos EUA enviado para fornecer ajuda ao Vietnã do Sul após Joan e Kate em novembro

A temporada ativa de tufões também foi impactante. Mais tempestades passaram perto de Hong Kong em 1964 do que em qualquer ano anterior. O Observatório Real de Hong Kong emitiu sinais de alerta de ciclones tropicais 42 vezes para dez tempestades diferentes; esses avisos estiveram em vigor por 570 horas. Duas dessas tempestades, Ruby e Dot, geraram o sinal de alerta mais alto, o sinal nº. 10. Nenhum ano antes de 1964 apresentou mais de dois tufões afetando Hong Kong. Dez tufões impactaram as Filipinas, incluindo Winnie (conhecido como Dading nas Filipinas), o tufão mais severo de Lução desde 1882. Os efeitos dos tufões em 1964 levaram a uma queda de 3,1 redução percentual na produção de arroz das Filipinas. Seis tufões e duas tempestades tropicais atingiram o Vietnã, incluindo três ciclones tropicais em um período de doze dias em novembro. Os efeitos combinados de Iris e Joan mataram até 7.000 pessoas e levou às piores inundações em seis décadas.
Em maio Em 1964, o Pacífico ocidental foi caracterizado por alturas geopotenciais anormalmente altas em direção à parte norte da bacia e baixas alturas geopotenciais nas regiões tropicais. Essa configuração foi favorável para a ciclogênese tropical e levou ao desenvolvimento dos tufões Tess e Viola, as primeiras tempestades da temporada de 1964 temporada de tufões. A atividade de chuvas nos trópicos a oeste do Havaí ficou acima da média entre 10–20 de maio. A primeira quinzena de junho marcou uma reversão desse padrão, pois uma grande área de baixa pressão se estabeleceu no meio do Pacífico. A pressão média do nível do mar no mês ficou abaixo do normal na maior parte do norte do Pacífico. Os tufões Winnie e Alice se formaram na segunda quinzena do mês, quando os padrões iniciais de altura retornaram. 19 de julho64 apresentou mais ciclones tropicais do que qualquer outro julho registrado, embora isso tenha sido substituído pela temporada de tufões de 1971 no Pacífico. Uma forte área de alta pressão ao sul do Japão fez com que a maioria das tempestades durante o mês de julho seguissem caminhos lentos e para o oeste.
Agosto foi outro mês acima da média para a atividade tropical na bacia. As pressões na maior parte do Pacífico ocidental foram menores que a média, particularmente em torno de Okinawa, onde a atividade de ciclones tropicais foi alta durante o mês. entre 10–19 de agosto, uma progressão de ciclones na troposfera superior desencadeou perturbações do vento mais perto da superfície do oceano, levando à gênese da tempestade tropical June, do tufão Kathy, da tempestade tropical Lorna e da tempestade tropical Nancy. Os tufões Kathy e Marie estiveram envolvidos em uma interação Fujiwhara que levou ambas as tempestades a girar no sentido anti-horário uma da outra, terminando com a absorção de Marie na circulação de Kathy. Um artigo publicado no Quarterly Journal of the Royal Meteorological Society descreveu os caminhos resultantes das duas tempestades como um "exemplo arquetípico" da interação Fujiwhara. Em setembro, a atividade de ciclones tropicais foi alta em todo o Hemisfério Norte, tanto no Atlântico quanto no Pacífico. A crista subtropical no Pacífico foi estendida zonalmente ao longo do mês, resultando em fortes ventos de leste nas latitudes subtropicais e proporcionando condições propícias para o desenvolvimento de tempestades. As extensas cristas também impediram que a maioria das tempestades de setembro seguissem caminhos curvos para o oeste ; enquanto aproximadamente metade dos tufões de setembro se curvam para o oeste, em média, apenas um tufão, Wilda, seguiu essa trajetória em 1964. A forte crista subtropical continuou em outubro, levando a caminhos de tempestade semelhantes.

## Sistemas

### Tufão Tess (Ásia)
| Agência | Vento (kt) | Pressão (hPa)c |
| ------- | ---------- | -------------- |
| CMA     | 97         | 966            |
| HKO     | 75         | 965            |
| JMA     | —          | 960            |
| JTWC    | 85         | 965            |

O primeiro ciclone tropical de 1964 desenvolveu-se a partir de um segmento da calha polar. Uma circulação de vento foi identificada pela primeira vez perto de Woleai pelo JTWC em 9 de maio. Esta perturbação inicial viajou para oeste-noroeste, passando perto de Ulithi e Yap. :72Em 14 de maio, organizou-se ainda mais em uma depressão tropical e seguiu uma trajetória errática nos quatro dias seguintes, incluindo um curso em looping.:50,74Durante este processo, tornou-se uma tempestade tropical, enfraqueceu-se para uma depressão tropical e recuperou a intensidade da tempestade tropical antes de seguir uma trajetória leste-noroeste para nordeste.:74 Em 19 de maio, um voo de reconhecimento investigando Tess observou dois olhos : o primeiro e mais interno media 9,7 km (4.3 mi) de diâmetro, enquanto o segundo era assimétrico, com eixos de aproximadamente 23 km (14 milhas) e 14 km (8.7 mi) transversalmente.:75Pouco depois de encontrar esse recurso, estima-se que Tess tenha atingido o status de tufão.
Tess seguiu em direção ao nordeste após atingir a intensidade do tufão. Seu centro passou entre Alamagan e Guguan em 20 de maio enquanto os ventos máximos sustentados no tufão foram 140 km/h (85 km/h). Mais a sudeste, em Guam, a passagem da tempestade produziu 52 mm (2,03 emnbsp;in) de chuva. No dia seguinte, Tess atingiu seu pico de intensidade com ventos de 155 km/h (96 mph) e uma pressão barométrica mínima de 960 hPa (mbar ; 28,35 inHg). Presume-se que um seabee estacionado na ilha tenha se afogado após ser arrastado pelo mar agitado gerado pela tempestade; duas embarcações de desembarque também foram destruídas pelo mar agitado. Ao meio-dia de 21 de maio, o centro de Tess passou 160 km (99 mi) a oeste de Marcus Island,:74 trazendo rajadas acompanhadas de chuva forte e ventos de 90 km/h (55 km/h). Rajadas chegaram a 117 km/h (73 mph) e acumulações de chuva atingiram 94 mm (3,7 in) na ilha, embora houvesse "poucos danos". Seguiu-se um enfraquecimento gradual,:74com ventos diminuindo abaixo da intensidade do tufão em 22 de maio. O sistema então começou a se curvar para o leste enquanto fazia a transição para um ciclone extratropical em 24 de maio, e foi notado pela última vez três dias depois.

### Tufão Viola (Konsing)
| Agência | Vento (kt) | Pressão (hPa) |
| ------- | ---------- | ------------- |
| CMA     | 68         | 980           |
| HKO     | 65         | 980           |
| JMA     | —          | 980           |
| JTWC    | 70         | 980           |

De acordo com dados da Agência Meteorológica do Japão (JMA), o progenitor do tufão Viola surgiu no Mar da China Meridional, a leste do Vietnã, em 21 de maio. Este sistema inicialmente se moveu para o norte antes de se curvar fortemente para o leste. Três dias depois, o sistema se organizou em uma depressão tropical depois que o JTWC identificou uma circulação de vento na superfície. :81Viola atingiu força de tempestade tropical em 25 de maio e depois curvou para noroeste, fortalecendo-se ainda mais em um tufão em 27 de maio e com pico de força com ventos de 130 km/h (80 km/h). Estes ventos diminuíram para 110 km/h (68 mph)—pouco abaixo da intensidade do tufão—como Viola atingiu a costa aproximadamente 160 km (99 mi) a oeste de Hong Kong às 03:00 UTC em 28 de maio.:74 A tempestade enfraqueceu sobre a China continental e se dissipou em 30 de maio.
O Royal Observatory Hong Kong emitiu o sinal de tufão nº 8 antes da aproximação de Viola, significando condições de força de vendaval, uma rajada de pico de mais de 140 km/h registrada na Ilha Waglan, a mais alta de maio. Os serviços de balsa foram suspensos no território. :66,74Hong Kong registrou 300,6 mm de chuva em cinco dias a partir da passagem do tufão. As chuvas puseram fim a uma seca de mais de dois anos que havia provocado um racionamento de água de um ano no território. :72Mais chuva caiu em cerca de 24 horas do que em 1964 antes da chegada de Viola. A tempestade arrancou árvores, provocou deslizamentos de terra e colocou mais de 6.000 telefones fora de serviço. As plantações de hortaliças foram seriamente danificadas. Viola gerou uma altura de 0,94 metros (3,08 ft) tempestade em Quarry Bay e aterrou quatro navios, incluindo três cargueiros em Hong Kong.:74 Quarenta e uma pessoas foram hospitalizadas pela tempestade e mais de mil ficaram desabrigadas. Mais para o interior, a tempestade aliviou as condições de seca na província chinesa de Guangdong.

### Tufão Winnie (Dading)
| Agência | Vento (kt) | Pressão (hPa) |
| ------- | ---------- | ------------- |
| CMA     | 87         | 955           |
| HKO     | 90         | 970           |
| JMA     | —          | 968           |
| JTWC    | 100        | 950           |

O tufão Winnie - chamado Dading nas Filipinas originou-se de uma calha no meio do Pacífico, que se organizou em uma circulação ciclônica em 21 de junho oeste-sudoeste de Pohnpei. :86Este sistema inicial moveu-se para oeste-noroeste, passando perto de Ulithi em 25 de junho. No dia seguinte, o distúrbio evoluiu para uma depressão tropical e gradualmente tomou um rumo mais para o oeste. Winnie atingiu força de tempestade tropical em 27 de junho e depois a força do tufão em 28 de junho, uma vez que se intensificou rapidamente a caminho do sul de Lução.:74 O tufão atingiu ventos sustentados de 165 km/h (103 mph) pouco antes de desembarcar em Calabarzon em 29 de junho; seu olho passou diretamente sobre Manila. Winnie enfraqueceu enquanto se movia sobre Lução e se fortaleceu novamente ao chegar ao Mar da China Meridional, tomando uma direção oeste-noroeste.:74Lá, Winnie atingiu seu pico de intensidade com ventos de 185 km/h (115 mph) e uma pressão central de 945 mbar (27.9 inHg). Às 00:00 UTC em 2 de julho, o tufão atingiu a costa em Hainan, a sudoeste de Wenchang, com ventos de 175 km/h (110 km/h). Winnie enfraqueceu para uma tempestade tropical e atravessou Hainan e o Golfo de Tonkin antes de fazer um pouso final perto de Haiphong, Vietnã, em 3 de julho. Um enfraquecimento adicional ocorreu quando o sistema rastreou o norte do Vietnã e o sudoeste da China antes de se dissipar em julho. 4.
Manila experimentou seu tufão mais prejudicial desde 1882. Quase um milhão de pessoas foram afetadas pela tempestade; segundo a Agência dos Estados Unidos para o Desenvolvimento Internacional (USAID), havia 56 fatalidades e 163 ferimentos como resultado de Winnie nas Filipinas, com um prejuízo de US$ 8 milhão.  No entanto, a Associated Press relatou 89 fatalidades em 3 de julho, enquanto a United Press International relatou 120 fatalidades em 5 de julho, com danos materiais estimados em mais de $ 30 milhão. A Cruz Vermelha enumerou 275 ferimentos. As fortes chuvas da combinação de Winnie e da monção do sudoeste inundaram bairros inteiros em Manila. Pelo menos 10 pessoas foram mortas pela inundação de rios perto de Manila e na Baía de Manila. Aproximadamente 500.000 pessoas ficaram desabrigadas na área de Manila e nas províncias centrais de Lução após a destruição de milhares de casas;:74a maioria dessas casas eram cabanas nipa e "moradias improvisadas". Aproximadamente 120.000 casas foram destruídas em Bataan, Bulacan e Pampanga. A perda de telhados foi generalizada. Milhares de árvores foram arrancadas e serviços básicos foram derrubados pela tempestade; Manila ficou sem energia ou água por pelo menos 36 horas. Em Infanta, Quezon, vento máximo de 127 km/h (79 mph) foi medido. As plantações de abacá e coco em Lução foram seriamente afetadas. Barcaças de carga e cargueiros se soltaram de suas amarras e um contratorpedeiro da Marinha filipina, o RPS Rajah Soliman, virou durante os reparos. Várias aeronaves foram danificadas, incluindo 15 C-47 Skytrains em Nichols Field.:74A torre de controle de tráfego aéreo no Aeroporto Internacional de Manila foi desativada após danos causados pelo vento. Manila foi colocada em estado de emergência após Winnie, com agências governamentais enviando equipes médicas e de resgate para as áreas afetadas em meio a quedas de energia generalizadas. O Catholic Relief Services ajudou no alívio de desastres com financiamento da USAID. Vietnã do Sul entregou 450 toneladas métricas (500 toneladas curtas) de arroz às vítimas da tempestade nas Filipinas. Diques e campos de sal foram danificados em dois distritos de Nam Định, Vietnã.

### Tufão Alice
| Agência | Vento (kt) | Pressão (hPa) |
| ------- | ---------- | ------------- |
| CMA     | 58         | 995           |
| HKO     | 55         | 985           |
| JMA     | —          | 1000          |
| JTWC    | 65         | 990           |

### Tufão Ida (Seniang)
| Agência | Vento (kt) | Pressão (hPa) |
| ------- | ---------- | ------------- |
| CMA     | 165        | 925           |
| HKO     | 120        | 930           |
| JMA     | —          | 925           |
| JTWC    | 135        | 927           |

As origens do tufão Ida foram associadas à interação entre um vale polar e uma onda tropical, que resultou no desenvolvimento de um distúrbio tropical ao sul do estado de Chuuk em agosto. 1. :134A perturbação tornou-se uma depressão tropical aproximadamente (300 mi) sudeste de Guam em 2 de agosto e se tornou uma tempestade tropical mais tarde naquele dia. Seguindo em direção oeste-noroeste, Ida atingiu a intensidade do tufão em 4 de agosto. De acordo com o JTWC, Ida atingiu seu pico de intensidade com ventos máximos de 250 km/h (160 mph) e uma pressão central de 925 mbar (27.3 inHg). entre 6–7 de agosto, Ida atravessou o norte de Lução com esses ventos. A tempestade enfraqueceu sobre a ilha, mas voltou a se fortalecer sobre o Mar da China Meridional ao se aproximar de Hong Kong. O centro da tempestade passou 65 km (40 mi) a sudoeste de Hong Kong e fez seu desembarque final na província de Guangdong, China, em 8 de agosto como um tufão com ventos de 150 km/h (93 mph) conforme estimado pelo Royal Observatory Hong Kong. À medida que avançava para o interior, Ida enfraqueceu e depois se dissipou em agosto. 12.
A perturbação que levou ao tufão Betty foi detectada pela primeira vez no mar das Filipinas em 1 de julho pelo JTWC, tendo se desenvolvido a partir de um segmento de uma calha polar dentro de uma área de ventos favoráveis na alta troposfera. :96No dia seguinte, a perturbação rapidamente se transformou em um ciclone tropical e se fortaleceu em um tufão no final de julho. 2. Aeronave de reconhecimento observou um olho 75 km (47 mi) de diâmetro nas primeiras horas de Betty como tufão.:98Os ventos da tempestade continuaram a aumentar, e em 3 de julho seus ventos atingiram 185 km/h (115 mph) antes que a taxa de intensificação parasse. Betty tomou uma trajetória para noroeste em direção ao sul das Ilhas Ryukyu,:75trazendo seu olhar para as porções do sul de Miyakojima em 4 de julho. Lá, os ventos sustentados atingiram 138 km/h (86 mph), pontuado por uma rajada máxima de 201 km/h (125 km/h). A ilha também registrou 124 mm de chuva de Betty.
Depois de passar pelas Ilhas Ryukyu e entrar no Mar da China Oriental, Betty continuou a se intensificar ainda mais, com seus ventos sustentados chegando a 205 km/h (127 mph) em 5 de julho. Na época, o tufão estava localizado a aproximadamente 320 km (200 mi) ao sul de Xangai.:75Os ventos de Betty posteriormente começaram a diminuir vertiginosamente enquanto a tempestade se curvava para o norte e depois para o norte-nordeste, brevemente paralela à costa de Zhejiang antes de entrar no Mar Amarelo.:75Betty degenerou em uma tempestade tropical e depois em uma depressão tropical em 6 de julho. Em seguida, fez a transição para um ciclone extratropical em 7 de julho e se dissipou em águas abertas ao largo da costa noroeste da Coreia do Sul. :96

### Tufão Cora (Huaning)
| Agência | Vento (kt) | Pressão (hPa) |
| ------- | ---------- | ------------- |
| CMA     | 126        | 970           |
| HKO     | 125        | 920           |
| JMA     | —          | 970           |
| JTWC    | 140        | 967           |

O tufão Cora se desenvolveu a partir da interação de uma calha polar com uma onda tropical de leste. :103Uma circulação de vento materializada a partir desta interação em 4 de julho a oeste do estado de Chuuk.:104Em 6 de julho, organizou-se em uma depressão tropical a sudoeste de Guam,:75solicitando que o JTWC inicie os avisos.:104A intensificação foi rápida ao se desenvolver, com Cora se tornando um tufão no final de 6 de julho. Dois dias depois, Cora atingiu ventos sustentados de 260 km/h (160 mph) ao se aproximar do centro das Filipinas em direção ao oeste, de acordo com o JTWC;:75isso classificou Cora como um supertufão. O olho mediu 6 milhas (9 km) nesta junção.:105Duas missões consecutivas de reconhecimento aéreo na tempestade estimaram que os ventos perto da superfície estavam em torno de 325 km/h (200 km/h). No entanto, este valor foi discordante com os 130 km/h (81 mph) ventos ocorrendo em nível de vôo e uma pressão de ar na superfície de 970 mbar (29 inHg) estimado pelos voos e pelo JTWC. Uma análise do registro histórico de ciclones tropicais para o Pacífico Ocidental publicado na Monthly Weather Review concluiu que havia "evidências suficientes" de que os ventos em tempestades como Cora foram "provavelmente superestimados". O Observatório Real de Hong Kong analisou uma pressão substancialmente menor de 920 mbar (27 inHg) no momento do pico de força de Cora.
Conforme Cora se aproximava do norte de Samar e do sul de Lução em 9 de julho, seu movimento para a frente diminuiu e seus ventos diminuíram inesperadamente e caíram abaixo do limiar do tufão.:75Avisos de tempestade foram emitidos no sudeste de Lução com Cora 100 km (62 mi) a leste de Samar, com previsões projetando condições tempestuosas na região e em outras ilhas no centro-leste das Filipinas. No entanto, os ventos do ciclone continuaram a diminuir antes que o sistema chegasse às ilhas. até 10 de julho, Cora haviaenfraquecido para uma depressão tropical. Ele rastreou o sudeste de Lução e se dissipou no Mar da China Meridional no dia seguinte.

### Tufão Doris (Isang)
| Agência | Vento (kt) | Pressão (hPa) |
| ------- | ---------- | ------------- |
| CMA     | 77         | 980           |
| HKO     | 70         | 965           |
| JMA     | —          | 995           |
| JTWC    | 80         | 974           |

O sistema inicial que levou ao tufão Doris começou entre Pohnpei e o estado de Chuuk em 9 de julho. Seguindo em direção oeste-noroeste, passou perto de Chuuk e se tornou uma depressão tropical em 11 de julho enquanto 480 km (300 milhas) ao sul de Guam.:75Doris tornou-se uma tempestade tropical às 12:00 UTC naquele dia, quando começou a seguir para noroeste através do Mar das Filipinas. no início de 13 de julho, Doris tornou-se um tufão enquanto aproximadamente 800 km (500 milhas) a leste de Lução.:75No dia seguinte, Doris atingiu ventos sustentados de um minuto de 150 km/h (90 km/h). Enfraqueceu ao fazer uma curva para o norte em direção ao sul das Ilhas Ryukyu, tornando-se uma tempestade tropical em julho. 14 e depois uma depressão tropical em 15 de julho ao passar perto de Tarama, Okinawa. O sistema continuou a decair enquanto se movia para o norte e se dissipou sobre o Mar Amarelo em julho. 17.

### Tufão Elsie (Lusing)
| Agência | Vento (kt) | Pressão (hPa) |
| ------- | ---------- | ------------- |
| CMA     | 77         | 995           |
| HKO     | 90         | 945           |
| JMA     | —          | 1000          |
| JTWC    | 100        | 992           |

Elsie emergiu de uma porção destacada de uma depressão polar em 13 de julho perto das Ilhas Marianas do Norte ; isso evoluiu para uma depressão tropical mais tarde naquele dia. :115A depressão se intensificou em uma tempestade tropical dois dias depois, com seu curso simultaneamente curvando para o oeste. Elsie se intensificou ao se aproximar das Filipinas, com o JTWC avaliando-o como um tufão em 16 de julho. Às 04:00 UTC no dia seguinte, uma missão de reconhecimento aéreo em Elsie estimou que os ventos da tempestade chegaram a 185 km/h (115 km/h).:117O JTWC determinou que este era o pico de intensidade de Elsie.:115Avisos de tempestade foram publicados em Lução em 17 de julho antes da aproximação da tempestade. O tufão então enfraqueceu rapidamente a partir deste pico; ao desembarcar na costa leste do sul de Lução em 17 de julho,:75era de 140 km/h (87 mph), com sua intensidade diminuindo para tempestades tropicais sobre a ilha logo depois.:50As rajadas de chuva associadas a Elsie causaram extensas inundações em Manila e no norte das Filipinas, inundando edifícios e ruas. Elsie continuou a enfraquecer depois de emergir no Mar da China Meridional e se dissipou em 19 de julho.

### Tufão Flossie (Nitang)
| Agência | Vento (kt) | Pressão (hPa) |
| ------- | ---------- | ------------- |
| CMA     | 77         | 980           |
| HKO     | 70         | 965           |
| JMA     | —          | 980           |
| JTWC    | 80         | 974           |

Os ventos máximos de Flossie foram de aproximadamente 75 km/h (47 mph) no momento de sua passagem mais próxima para Okinawa, conforme medido tanto pelo reconhecimento da aeronave quanto pelo USS President Roosevelt.:75Os navios da Marinha dos Estados Unidos George Clymer e El Dorado colidiram em Okinawa em meio aos ventos fortes de Flossie;:75um navio sustentou um buraco 0,9 m (3 ft) de largura em seu arco. Um terceiro navio, o USS Weiss, encalhou em Buckner Bay depois que a tempestade separou o navio de seu ancoradouro.:75O USS Tawasa foi despachado para rebocar o Weiss atingido para o mar, mas foi encalhado em um pináculo imprevisto ao desalojar o Weiss. Flossie destruiu 15 barcos de pesca e afogados 12 pescadores da costa ocidental da península coreana ; outro 27 pescadores foi dado como desaparecido. Pelo menos 17 pessoas em geral foram mortas pelo tufão na península.

### Tempestade tropical Grace (Osang-Paring)
| Agência | Vento (kt) | Pressão (hPa) |
| ------- | ---------- | ------------- |
| CMA     | 48         | 998           |
| HKO     | 45         | 1000          |
| JMA     | —          | 998           |
| JTWC    | 50         | 994           |

A tempestade tropical Grace foi o primeiro de dez ciclones tropicais em 1964 temporada de tufões descoberta por satélites meteorológicos. Após a sua detecção, eram 1000 km (0 mi) sudeste de Okinawa. O distúrbio precursor formado em 25 de julho e tomou uma rota inicialmente para o norte, virando para o oeste e se organizando em uma depressão tropical em 26 de julho. Grace se tornou uma tempestade tropical no dia seguinte e finalmente atingiu ventos máximos sustentados de 95 km/h (59 mph) em 28 de julho enquanto situado no centro do Mar das Filipinas. A tempestade então começou a seguir um caminho errático que continuou pelos próximos três dias. Durante este período, o JTWC considerou que Grace havia perdido temporariamente seu status de ciclone tropical, :61tornando-se uma coleção indefinida de rajadas. Depois de seguir para o norte, Grace se reconstruiu em 3 de agosto e rastreado pelas Ilhas Satsunan. Em 4 de agosto, a tempestade enfraqueceu e se dissipou a oeste de Kyushu.

### Tufão Helen
| Agência | Vento (kt) | Pressão (hPa) |
| ------- | ---------- | ------------- |
| CMA     | 145        | 935           |
| HKO     | 115        | 930           |
| JMA     | —          | 930           |
| JTWC    | 130        | 931           |

Helen começou em uma região de observações meteorológicas esparsas a leste das Ilhas Marianas do Norte em 27 de julho, começando com uma trilha para o norte que se curvava para o noroeste.:75Helen tornou-se uma tempestade tropical por volta das 18:00 UTC em 27 de julho e, em seguida, atingiu a força do tufão às 06:00 UTC em 29 de julho. O JTWC avaliou que Helen atingiu seu pico de intensidade em 30 de julho com ventos sustentados de 240 km/h (150 mph) e uma pressão central de 930 hPa (27,46 inHg). O tufão passou dentro de 160 km (99 mi) de Iwo Jima por volta do meio-dia daquele dia.:75Uma missão de reconhecimento de aeronaves observou duas paredes oculares concêntricas abrangendo 11 km (7 milhas) e 80 km (50 mi) transversalmente. :129Helen mudou-se para o norte das ilhas Ryukyu e para o sul de Kyushu em 1 de agosto e entrou no Mar Amarelo como um tufão enfraquecido.:75No dia seguinte, o centro de Helen moveu-se sobre Jeju-do com ventos de 150 km/h (93 mph) conforme estimado pelo JTWC. Ventos de 217 km/h (135 mph) foram experimentados na ilha. Em 3 de agosto, Helen enfraqueceu para uma tempestade tropical e atingiu a costa perto de Dalian em Liaoning. O sistema curvou-se para o norte e leste antes de se dissipar no Mar de Okhotsk em 5 de agosto.
Os ventos perto do centro de Helen eram de aproximadamente 185 km/h (115 mph) ao cruzar as ilhas do norte de Ryukyu e Kyushu. Ondas altas e ventos fortes atingiram o sul de Kyushu nas províncias de Kagoshima e Miyazaki, abrindo casas e inundando quase 200 casas. Na cidade de Kagoshima, 16 casas foram arrasadas e 36 outros foram danificados. Interrupções regionais no serviço de energia, trem e balsa resultaram da passagem da tempestade. Uma morte e 16 feridos foram relatados nas duas prefeituras. Um tornado F1 associado ao tufão ocorreu ao sul de Takanabe, Miyazaki, sem causar baixas. As ondas fortes de Helen atingiram a área de Tóquio, afogando 13 pessoas. Helen matou pelo menos nove pessoas na Coreia do Sul ; 3 afogado e 15 outros estavam desaparecidos após o naufrágio de um barco de pesca na costa sul.

### Tufão Ida (Seniang)
| Agência | Vento (kt) | Pressão (hPa) |
| ------- | ---------- | ------------- |
| CMA     | 165        | 925           |
| HKO     | 120        | 930           |
| JMA     | —          | 925           |
| JTWC    | 135        | 927           |

Onze mortes em Lução foram atribuídas a Ida, de acordo com dados do Escritório de Assistência a Desastres no Exterior, além de inundações e danos às plantações em toda a ilha. As agências de notícias relataram números de mortes díspares, com a Associated Press relatando 14 mortes, o Philippine News Service relatando 23 e a United Press International relatando 79. O número de danos foi de cerca de US $ 25 milhão. Vários pescadores também desapareceram durante a tempestade; 31 desapareceu após o suposto naufrágio de um navio na costa sudeste de Lução. A maioria das comunicações foi interrompida no norte de Lução. Os navios da Marinha dos EUA estacionados na Base Naval dos EUA em Subic Bay foram evacuados para o Mar da China Meridional antes da chegada da tempestade e as pessoas em vilas de pescadores de baixa altitude partiram para terrenos mais altos. Um 3,541 short tons (3,212 metric tons) sofreu danos em seu porão ao ser encalhado perto de Aparri. As ruas de Manila foram inundadas até a cintura por causa das fortes chuvas e ondas fortes. Duas pessoas se afogaram depois que seu navio afundou em Kaohsiung, Taiwan, enquanto quatro pessoas desapareceram depois que seu barco de pesca afundou na costa de Tawian.
Em Hong Kong, o Observatório Real aconselhou os navios a buscar abrigo no porto e emitiu o sinal de tufão nº. 9 no auge da tempestade. Aproximadamente 11.000 pessoas foram evacuadas de áreas baixas. Rajadas de 220 km/h (140 mph) atingiu a colônia da Coroa, achatando mais de 200 casas; três pessoas morreram e seis ficaram feridas por destroços voadores. Placas e árvores também foram derrubadas pelos ventos do tufão. Em Quarry Bay, Ida produziu uma tempestade de 1.31 m (4.3 ft). Um cargueiro de 11.360 toneladas encalhou em Victoria Harbour, onde duas pessoas morreram afogadas. O Observatório Real documentou taxas de precipitação de até 230 mm (9 in) por hora de Ida. Quatro pessoas morreram depois que um deslizamento de terra em um campo de refugiados e destruiu três casas Kwun Tong, com os 20.000 m 3 (700.000 pés 3 ) aumento de áreas de colocação de lama abaixo de 7,5 m (25 pés) de detritos. Mais de 100 refugiados ficaram feridos e 5.000 ficaram desabrigados pelo deslizamento de terra. Outras sete pessoas foram mortas na Coréia após as chuvas associadas a Ida. Pelo menos 4.000 outros ficaram desabrigados pela inundação resultante.

### Tempestade tropical June (Toyang)
| Agência | Vento (kt) | Pressão (hPa) |
| ------- | ---------- | ------------- |
| CMA     | 38         | 998           |
| HKO     | 38         | 998           |
| JMA     | —          | 998           |
| JTWC    | 40         | 991           |

A tempestade tropical junho começou ao sul de Guam como uma perturbação em 9 de agosto. Viajando para oeste-noroeste, tornou-se uma depressão tropical quando o reconhecimento de aeronaves atingiu o sistema pela primeira vez em agosto. 10. Mais tarde naquele dia, junho atingiu uma tempestade tropical e atingiu seu pico de intensidade com ventos de 75 km/h (45 km/h). A tempestade manteve essa intensidade por um dia antes de enfraquecer ao se aproximar de Lução, contrariando as previsões que projetavam que junho se tornaria um tufão. O JTWC emitiu seu último aviso sobre o sistema em 11 de agosto e considerou que o sistema havia se dissipado dois dias depois, quando estava ao norte de Lução e a leste da ilha de Batan.:63No entanto, os dados do CMA e do JMA indicam que June persistiu como uma depressão tropical no Mar da China Meridional e fez um curso circular perto de Hainan e da Península de Leizhou. Em seguida, virou para o nordeste e se dissipou perto do Estreito de Taiwan em 18 de agosto.

### Tufão Kathy (Welpring)
| Agência | Vento (kt) | Pressão (hPa) |
| ------- | ---------- | ------------- |
| CMA     | 126        | 948           |
| HKO     | 100        | 950           |
| JMA     | —          | 948           |
| JTWC    | 115        | 945           |

De acordo com o JTWC, Kathy foi o tufão maior e mais duradouro em 1964, com a agência emitindo avisos para 13,5 dias e a circulação da tempestade atingindo um diâmetro de 1575 km (357 mi).:59A interação de uma calha polar e uma onda de leste levou à gênese de um vórtice a sudeste do Japão em 11 de agosto.:141Este sistema se desenvolveu em uma tempestade tropical no dia seguinte a leste de Iwo Jima com base em observações de navios.:76Mantendo uma direção oeste-noroeste, Kathy atingiu a força do tufão em 13 de agosto, passando bem ao sul de Tóquio ao se aproximar das Ilhas Ryukyu. Os ventos do tufão atingiram um pico de 165 km/h (103 mph) em 14 de agosto antes de diminuir à medida que a tempestade se curvava para oeste-sudoeste.:76Nos quatro dias seguintes, Kathy e o próximo tufão Marie começaram uma interação Fujiwhara, fazendo com que ambas as tempestades girassem uma em torno da outra, terminando quando Marie foi absorvida pela circulação de Kathy.:50entre 15–16 de agosto, Kathy caiu brevemente na intensidade da tempestade tropical antes de recuperar o status de tufão a sudeste de Amami Ōshima. Durante este período, um avião que investigava a tempestade identificou múltiplas circulações de vento no centro de Kathy e as nuvens da tempestade eram assimétricas.:146
O caminho oeste-sudoeste da tempestade trouxe o centro através das ilhas Ryukyu e perto de Okinawa em 16 de agosto quando Kathy começou a executar um loop no sentido anti-horário em sua trilha. Dois dias depois, os ventos de Kathy foram estimados pelo JTWC em cerca de 215 km/h (134 mph) perto de Minamidaitōjima. A trilha do tufão deu uma volta menor no sentido anti-horário em 20 de agosto antes de retomar o norte através das ilhas do norte de Ryukyu. Em agosto Em 23 de janeiro, Kathy tocou a terra na província de Kagoshima com ventos de 130 km/h (81 mph) e enfraqueceu para uma tempestade tropical ao cruzar o Mar Interior de Seto e o sul de Honshu. Em seguida, curvou-se para o nordeste, entrando brevemente no Mar do Japão e cruzando a Península de Noto antes de atravessar o norte de Honshu e emergir no norte do Pacífico.:76Em agosto Em 25 de janeiro, Kathy fez a transição para um ciclone extratropical e continuou a nordeste em direção às Ilhas Aleutas antes de chegar ao Estreito de Bering em 1 de setembro.:76
Segundo a publicação Dados Climatológicos, Kathy causou pelo menos 13 mortes e "numerosos" feridos, sendo deslizamentos de terra e inundações a principal causa das vítimas; até 700 mm (28 in) de chuva foi documentado nas regiões montanhosas de Kyushu, embora as cidades tenham uma média de 100 m (4 in) em acumulações de chuva.:76A United Press International relatou até 24 fatalidades e 8 pessoas desaparecidas associadas ao tufão, com a Associated Press documentando 28 lesões. Mais de 4.000 as pessoas ficaram desabrigadas. Os efeitos de Kathy inundaram quase 1.700 casas e destruiu 8 outros em Amami Ōshima; ventos lá atingiram 138 km/h (86 km/h). Os ventos sustentados chegaram a 126 km/h (78 mph) com uma rajada máxima de 195 km/h (121 mph) em Yakushima. Enquanto Kathy se movia pelo sul e centro de Kyushu, danos foram relatados nas prefeituras de Kagoshima, Kumamoto, Miyazaki e Oita. Os ventos de Kathy arrasaram 44 casas e danificados 80 casas, com outras 5.500 inundadas por rios cheios. As inundações romperam os diques dos rios em 37 locais e lavados 18 pontes. Os serviços de telecomunicações e transporte foram interrompidos com estradas danificadas em 400 Localizações. Foram pelo menos 238 deslizamentos de terra causados pelo tufão, incluindo um que descarrilou um trem de passageiros na província de Oita. Um deslizamento de terra em Kagoshima matou 11 pessoas. Duas mil casas foram inundadas mais ao norte, na província de Fukushima. Os remanescentes extratropicais de Kathy trouxeram ventos fortes sobre o Mar de Bering.:76

### Tempestade tropical Lorna
| Agência | Vento (kt) | Pressão (hPa) |
| ------- | ---------- | ------------- |
| CMA     | 38         | 1000          |
| HKO     | 35         | 1000          |
| JMA     | —          | 1002          |
| JTWC    | 35         | 995           |

Lorna começou a oeste das Ilhas Marianas em 10 de agosto e tomou um caminho para o nordeste durante toda a sua duração. Sua perturbação precursora desenvolveu-se a partir de um vale de baixa pressão e tornou-se uma depressão tropical em agosto. 12; no dia seguinte, Lorna se tornou uma tempestade tropical, gerando alertas do JTWC.:63De acordo com o JTWC, os ventos de Lorna atingiram velocidades baixas de tempestade tropical, 65 km/h (40 mph), por menos de um dia antes de começar a enfraquecer. Lorna se dissipou em 14 de agosto ao norte de Agrihan.

### Tufão Marie (Undang)
| Agência | Vento (kt) | Pressão (hPa) |
| ------- | ---------- | ------------- |
| CMA     | 77         | 983           |
| HKO     | 65         | 980           |
| JMA     | —          | 980           |
| JTWC    | 70         | 976           |

A combinação de ventos convergentes de baixo nível e divergência na troposfera superior sobre o Mar das Filipinas levou às condições ambientais que resultaram na formação do tufão Marie. A perturbação inicial formada em 12 de agosto e seguiu em direção ao norte e depois curvou para o leste, tornando-se uma depressão tropical no dia seguinte. Marie se intensificou em uma tempestade tropical em 15 de agosto e depois curvou para o norte ao interagir com o tufão Kathy nas proximidades.:155Dois dias depois, tornou-se um tufão e posteriormente atingiu seu pico de intensidade com ventos estimados pelo JTWC em 130 km/h (81 mph) e uma pressão central estimada pela JMA de 980 mbar (29 inHg). A tempestade então enfraqueceu e se curvou para o oeste; o JTWC determina que Marie foi absorvida pelo tufão Kathy aproximadamente 240 km (150 mi) ao norte de Okinawa em 18 de agosto.:76:155No entanto, o CMA e o JMA avaliaram que Marie permaneceu intacto, continuando em um caminho curvo em direção ao sul e depois ao leste, contornando Okinawa como um ciclone tropical até sua dissipação em 20 de agosto.

### Tempestade tropical Nancy
| Agência | Vento (kt) | Pressão (hPa) |
| ------- | ---------- | ------------- |
| CMA     | 29         | 1000          |
| HKO     | 30         | 1000          |
| JMA     | —          | —             |
| JTWC    | 35         | 998           |

Nancy se originou diretamente de um segmento de um vale tropical superior da troposfera, uma característica atmosférica que estava mais ao norte do que a média em meados de agosto. 1964. Observações de navios sugeriram que o sistema se tornou uma depressão tropical em 17 de agosto e se tornou uma tempestade tropical um dia depois. Nancy manteve a intensidade baixa da tempestade tropical no pico de força antes de ser rebaixada para uma depressão tropical no dia seguinte, aproximadamente 480 km (300 mi) a nordeste de Iowa Jima, após o que se dissipou.

### Tempestade tropical Olga
| Agência | Vento (kt) | Pressão (hPa) |
| ------- | ---------- | ------------- |
| CMA     | 48         | 994           |
| HKO     | 40         | 998           |
| JMA     | —          | —             |
| JTWC    | 45         | 996           |

Olga permaneceu dentro do Golfo de Tonkin durante toda a sua existência, seguindo uma trajetória para o sul. A CMA determinou que o ciclone se formou em 21 de agosto, e se tornou uma tempestade tropical em 24 de agosto. O JTWC avaliou que Olga durou mais brevemente, começando como uma depressão tropical em 23 de agosto e atingindo o pico como uma tempestade tropical no dia seguinte com ventos sustentados de um minuto de 85 km/h (50 km/h). Ele manteve essa intensidade e permaneceu quase estacionário sobre o golfo. Olga enfraqueceu para uma depressão tropical em 25 de agosto e degenerou em um aglomerado não circulante de tempestades mais tarde naquele dia.

### Tempestade tropical Pamela
| Agência | Vento (kt) | Pressão (hPa) |
| ------- | ---------- | ------------- |
| CMA     | —          | —             |
| HKO     | 40         | 990           |
| JMA     | —          | —             |
| JTWC    | 50         | 1004          |

A tempestade tropical Pamela foi detectada pela primeira vez em imagens dos satélites meteorológicos TIROS em 25 de agosto. Na época, estava localizado a sudeste da Ilha Wake. Começou como uma depressão tropical e se tornou uma tempestade tropical às 06:00. UTC em 25 de agosto, com seus ventos máximos aumentando até atingir 95 km/h (60 km/h). Pamela moveu-se para o oeste-noroeste e posteriormente enfraqueceu; em 26 de agosto, o sistema enfraqueceu para uma depressão tropical e se dissipou depois que um centro de circulação não pôde ser identificado pelo reconhecimento da aeronave.

### Tufão Ruby (Yoning)
| Agência | Vento (kt) | Pressão (hPa) |
| ------- | ---------- | ------------- |
| CMA     | 87         | 960           |
| HKO     | 105        | 960           |
| JMA     | —          | 972           |
| JTWC    | 120        | 963           |

A perturbação tropical que se organizou em Ruby surgiu de uma onda tropical a oeste de Saipan em 29 de agosto. Tornou-se uma tempestade tropical sobre o mar central das Filipinas em 1 de setembro e tomou um rumo ligeiramente ao sul do oeste, fortalecendo-se em um tufão em 2 de setembro e passando pelas Ilhas Babuyan das Filipinas no dia seguinte; ventos sustentados de um minuto na época foram estimados em 140 km/h (85 km/h). Depois de chegar ao Mar da China Meridional, Ruby virou para o noroeste e se intensificou ainda mais. Em 5 de setembro, Ruby atingiu ventos sustentados máximos de um minuto de 220 km/h (140 mph) ao atingir a costa perto de Hong Kong e Macau. O CMA e o HKO estimaram uma pressão central de 960 mbar (28 inHg) durante o desembarque de Ruby. Depois de se mover para o interior, a tempestade enfraqueceu e se dissipou sobre o sul da China em 6 de setembro.
Ruby foi o primeiro de dois tufões em 1964 para os quais o Observatório Real de Hong Kong levantou o sinal de ciclone tropical nº. 10; este aviso esteve em vigor por quase quatro horas. A rajada de vento mais rápida de Ruby em Hong Kong foi cronometrada em 268 km/h (167 mph) em Tate's Cairn. Uma rajada de 230 km/h (140 mph) na Ilha Waglan foi o mais rápido observado na história da ilha. Os fortes ventos e fortes chuvas causaram danos generalizados em Hong Kong, destruindo milhares de casas e danificando outras milhares. Cinquenta mil refugiados da República Popular da China perderam seus abrigos. :1Numerosos navios afundaram ou encalharam no porto de Hong Kong.:2foram 38 fatalidades e 300 feridos na colônia da Coroa. Uma rajada recorde de 211 km/h (131 mph) foi medido na Taipa, Macau. Lá, mais de 20 pessoas foram mortas e 100 outros ficaram feridos. Inundações e danos generalizados ocorreram na província de Guangdong, causando a morte de mais de 700 pessoas. pessoas; uns 300 pessoas morreram quando um dormitório escolar desabou.

### Tufão Sally (Aring)
| Agência | Vento (kt) | Pressão (hPa) |
| ------- | ---------- | ------------- |
| CMA     | 194        | 897           |
| HKO     | 140        | 895           |
| JMA     | —          | 895           |
| JTWC    | 160        | 894           |

O precursor de Sally surgiu de uma onda tropical perto das Ilhas Marshall em 2 de setembro.:168A perturbação tornou-se uma depressão tropical e depois uma tempestade tropical no dia seguinte aproximadamente 320 km (200 mi) a nordeste do estado de Chuuk.:76Em 4 de setembro, Sally se intensificou em um tufão e passou por Guam no dia seguinte com ventos sustentados de um minuto de 155 km/h (100 km/h). Em 7 de setembro, Sally atingiu seu pico de intensidade sobre o Mar das Filipinas com ventos de 315 km/h (196 mph) e uma pressão central de 895 mbar (26.4 inHg). Com base nos dados do JTWC, Sally foi o tufão mais forte de 1964 temporada junto com o tufão Opal, medido pelos ventos máximos, e teve a pressão mais baixa de qualquer tempestade naquele ano.:47O enfraquecimento começou depois disso quando o centro de Sally passou ao norte de Lução em direção oeste-noroeste em 9 de setembro. Às 15:00 UTC em 10 de setembro, Sally atingiu a China a leste de Hong Kong com ventos sustentados de um minuto de 155 km/h (100 km/h). A tempestade enfraqueceu para uma tempestade tropical mais tarde naquele dia e se dissipou sobre a China em setembro. 11.
Sally infligiu cerca de $ 115.000 em danos em Guam, principalmente nas plantações, depois de trazer rajadas de 130 km/h (81 mph) para a ilha e desabrindo casas e derrubando árvores. Os danos permaneceram limitados à metade sul de Guam, onde a tempestade atingiu; não houve vítimas. Sally produziu fortes ventos e fortes chuvas nas Filipinas, ao norte de Manila, causando danos consideráveis. Mais de 10.000 as pessoas foram evacuadas de áreas vulneráveis em Hong Kong, pois temia-se que a tempestade caísse com uma gravidade comparável ao tufão Ruby uma semana antes. As rajadas atingiram o pico de 154 km/h (96 mph) em Tate's Cairn e as acumulações de chuva chegaram a 354.4 mm (13.95 in), provocando deslizamentos de terra que mataram nove pessoas. No entanto, os impactos de Sally no território da Coroa foram menores do que se temia inicialmente; grande parte da agricultura vulnerável de Hong Kong já foi seriamente danificada durante a passagem de Ruby. Os restos de Sally levaram à chuva mais forte na área de Seul em 22 anos, produzindo 125–200 mm (5–8 in) de chuva na região na manhã de 13 de setembro. As inundações resultantes mataram pelo menos 211 pessoas e feridos 317 outros. As autoridades locais relataram a inundação de 9.152 casas e o deslocamento de 36.665 pessoas; o dano total à propriedade foi de $ 750.000.

### Tufão Tilda (Basiang)
| Agência | Vento (kt) | Pressão (hPa) |
| ------- | ---------- | ------------- |
| CMA     | 97         | 965           |
| HKO     | 95         | 950           |
| JMA     | —          | 965           |
| JTWC    | 110        | 952           |

A perturbação precursora de Tilda foi identificada a noroeste de Guam usando o sistema de transmissão automática de imagens durante os 10 dias de vida operacional do satélite Nimbus 1.:14O vórtice inicial que se tornou Tilda formou-se em 12 de setembro e organizado em uma depressão tropical em 13 de setembro.:177:76Os ventos de Tilda atingiram intensidade de tufão em 14 de setembro. Seu centro passou pelas Ilhas Bataan no mesmo dia antes de se mover para o oeste no Mar da China Meridional.:76De acordo com o JTWC, os ventos máximos sustentados de Tilda em um minuto chegaram a 165 km/h (103 mph) antes de suas velocidades começarem a diminuir. Em 16 de setembro, o centro de Tilda passou 95 km/h (60 mi) ao sul de Hong Kong.:76A passagem próxima de Tilda por Hong Kong levou ao içar de sinais de tempestade para alertar navios e pequenas embarcações, com o Observatório Real aumentando seus avisos para o sinal de tufão nº. 3. O tufão então ficou parado por quase dois dias sobre o Mar da China Meridional, com seus ventos caindo simultaneamente para a intensidade da tempestade tropical, de acordo com o JTWC.:76O caminho sinuoso de Tilda interrompeu o transporte marítimo e levou ao Observatório Real, mantendo os sinais de tempestade ativos por um recorde de 161 horas.
Em setembro Em 19 de novembro, o JTWC determinou que Tilda se reintensificou em um tufão depois que a tempestade começou a se mover para o oeste.:76Os ventos sustentados de um minuto do tufão foram estimados pela agência em 205 km/h (120 km/h) em 20 de setembro antes do enfraquecimento. Tilda chegou à costa do Vietnã em 22 de setembro aproximadamente 95 km (59 mi) a noroeste de Huế, Vietnã, e 200 km (120 mi) ao norte de onde o tufão violeta atingiu uma semana antes.:77 :76A maré de tempestade em Lăng Cô atingiu 1.7 m (5.6 ft). Tilda continuou para o interior e enfraqueceu antes de se dissipar em 25 de setembro.:14As chuvas de Tilda levaram a algumas das maiores profundidades e durações de inundação já registradas na bacia de drenagem do rio Mekong ;:37a longevidade e a extensão espacial das chuvas de Tilda também estavam próximas dos níveis recordes mundiais.:77A maior precipitação total em um período de três dias foi de 470 mm (19 in).:136Os totais de precipitação foram aumentados por efeitos orográficos nas encostas voltadas para o sudoeste no sudoeste do Laos, perto da fronteira com a Tailândia.:44A maioria dos edifícios da base dos fuzileiros navais dos EUA em Da Nang sofreu danos causados pela água e ficou sem energia por mais de uma semana. Pelo menos três pessoas desapareceram na Tailândia após a inundação de Tilda. Inundação atingiu 0,6 m (2 ft) em algumas cidades e ferrovias e rodovias suspenderam o tráfego.

### Tufão Violet
| Agência | Vento (kt) | Pressão (hPa) |
| ------- | ---------- | ------------- |
| CMA     | 68         | 988           |
| HKO     | 60         | 975           |
| JMA     | —          | —             |
| JTWC    | 75         | 984           |

O CMA determinou que Violet se formou no Mar da China Meridional em 12 de setembro, enquanto o JTWC avaliou a ciclogênese tropical no dia seguinte.:77O sistema rapidamente se fortaleceu e atingiu intensidade de tempestade tropical e tufão em 14 de setembro. Os ventos sustentados de um minuto de Violet chegaram a 140 km/h (87 mph) pouco antes de desembarcar no Vietnã.:77Violet chegou ao Vietnã na manhã de 15 de setembro.:76Ele enfraqueceu rapidamente em terra com o JTWC emitindo seu último aviso sobre o sistema em setembro. 15 e a CMA considerando que o sistema se dissipou em 16 de setembro.:77

A tempestade gerou chuvas totais superiores a 190 mm (7.5 in) entre 14–17 de setembro,:76pontuado por um valor medido máximo de 245 mm (9.6 in).:145Noventa por cento das casas foram destruídas na província de Quảng Bình, de acordo com os primeiros relatórios.:77Helicópteros do Corpo de Fuzileiros Navais dos EUA foram mobilizados para evacuar os afetados pela tempestade em Tam Kỳ, no Vietnã. Danos leves foram causados às instalações associadas às operações de apoio do Corpo de Fuzileiros Navais dos EUA no Vietnã.:159

### Tufão Wilda
| Agência | Vento (kt) | Pressão (hPa) |
| ------- | ---------- | ------------- |
| CMA     | 145        | 906           |
| HKO     | 130        | 905           |
| JMA     | —          | 895           |
| JTWC    | 150        | 905           |

De acordo com dados do JMA, Wilda começou como uma tempestade tropical a leste-sudeste de Guam em 16 de setembro, marcado por uma grande massa de nuvens e bandas de chuva associadas. :141O sistema seguiu para noroeste sobre as Ilhas Marianas do Norte e para o Mar das Filipinas dois dias depois. O JTWC reconheceu a tempestade como um ciclone tropical em 19 de setembro quando foi localizado cerca de 370 km (230 mi) a noroeste de Saipan e avaliou que Wilda se tornou um tufão mais tarde naquele dia.:77Um olho surgiu nas imagens de satélite Nimbus em 20 de setembro,:159e em setembro Em 21 de novembro, Wilda atingiu seu pico de intensidade sobre o Mar das Filipinas com ventos máximos sustentados de um minuto de 280 km/h (170 mph) conforme estimado pelo JTWC e uma pressão central mínima de 895 mbar (26.4 inHg). Com base nos dados do JMA, isso foi empatado com a pressão central  mais baixa de qualquer tufão em 1964, junto com o tufão Sally. Wilda enfraqueceu ligeiramente após o pico de força antes de se curvar para o norte e atingir Kagoshima em 24 de setembro; ventos sustentados de um minuto três horas antes do landfall foram estimados em 185 km/h (100 km/h). A tempestade passou por Shikoku e pelo sul de Honshu antes de emergir no Mar do Japão e fazer uma curva para nordeste. Wilda fez um desembarque final na costa oeste do norte de Honshu em 25 de setembro como uma tempestade tropical, partindo do Japão e movendo-se rapidamente em direção às Ilhas Aleutas centrais como um poderoso ciclone extratropical.:77A tempestade foi identificada pela última vez em 27 de setembro.
Wilda foi um dos tufões mais fortes que já atingiram o Japão medido pela pressão atmosférica, atingindo o Cabo Sata em Kagoshima com uma pressão central de 940 mbar (28 inHg). O tufão causou 47 fatalidades e 530 lesões no Japão. Mais de 70.000 casas foram destruídas e cerca de 45.000 foram inundadas pelo tufão em todo o país, deixando milhares de pessoas desabrigadas. As costas sul e leste de Kyushu, a costa sul de Shikoku e a província de Hyōgo tiveram a maior proporção de casas destruídas per capita. Pelo menos 64 navios foram afundados com outros 192 danificado ou perdido. Os danos foram generalizados nas ilhas do norte de Ryukyu.:77As plantações de banana, cana-de-açúcar e vegetais em Amami Ōshima foram seriamente danificadas, junto com telhados e janelas. Naze perdeu energia durante a tempestade. Wilda trouxe ondas de 6 metros (20 pés) para o sul de Kyushu. Um cargueiro britânico encalhou em Kagoshima e se partiu em dois; todos os 41 tripulantes foram resgatados. As inundações generalizadas na região ultrapassaram os diques e interromperam o tráfego aéreo e ferroviário. Em Uwajima, Ehime, uma rajada de vento de pico de 259 km/h (161 mph) foi  observado; este foi o vento mais forte registrado em conexão com o Wilda no Japão. Um cargueiro indonésio de 8.547 toneladas com 53 tripulação encalhou e tombou no porto de Kobe. Ventos fortes de Wilda atingiram a área de Tóquio, danificando os telhados da Vila Olímpica de Tóquio e arrancando árvores duas semanas antes do início dos Jogos Olímpicos de Verão de 1964. Um navio ao sul da Baía de Tóquio relatou ventos de 76 km/h (47 km/h).:77

### Tempestade tropical Anita
| Agência | Vento (kt) | Pressão (hPa) |
| ------- | ---------- | ------------- |
| CMA     | 38         | 995           |
| HKO     | 40         | 996           |
| JMA     | —          | 996           |
| JTWC    | 50         | 992           |

A tempestade tropical Anita se formou a oeste de Lução em 23 de setembro. Ele inicialmente seguiu em direção ao sudoeste e atingiu intensidade de tempestade tropical no centro do Mar da China Meridional em 25 de setembro de acordo com dados do JTWC. Sua intensidade oscilou  enquanto se curvava para o oeste e se aproximava do centro do Vietnã, atingindo o pico de força com ventos de 95 km/h (60 km/h) em 26 de setembro; esses ventos foram inferidos a partir de observações  marítimas perto da tempestade. No dia seguinte, Anita atingiu a costa perto de Da Nang, Vietnã, e depois enfraqueceu sobre a terra; a tempestade se dissipou em 28 de setembro. :52

### Tempestade tropical Billie (Kayang)
| Agência | Vento (kt) | Pressão (hPa) |
| ------- | ---------- | ------------- |
| CMA     | 58         | 994           |
| HKO     | 45         | 985           |
| JMA     | —          | 994           |
| JTWC    | 60         | 991           |

A tempestade tropical Billie começou a sudoeste de Guam em 24 de setembro. O JTWC detectou o sistema com base em observações de superfície no dia seguinte, enquanto o sistema estava centrado 480 km (300 mi) a sudoeste de Guam. Billie atingiu intensidade de tempestade tropical em 27 de setembro enquanto se movia para o oeste. Embora o sistema possa ter degenerado em um canal aberto de baixa pressão em 28 de setembro em meio a fortes ventos de leste, rapidamente se reorganizou e se fortaleceu ainda mais antes de cruzar o sul de Lução de Catanduanes até o sul de Manila com ventos de 85 km/h (50 km/h). Bille emergiu no Mar da China Meridional depois disso, onde seus ventos chegaram a 110 km/h (70 km/h). O centro da tempestade tropical passou ao sul de Hainan em 30 de setembro e desembarcou no Vietnã em 1 de outubro. Billie já havia  começado a enfraquecer ao se aproximar da terra, mas diminuiu ainda mais uma vez no sudeste da Ásia; a tempestade e seus remanescentes continuaram seguindo para o oeste em Mianmar antes de se dissipar em 3 de outubro. :53
Dezesseis pessoas foram mortas por enchentes provocadas pelas chuvas de Billie em Camarines Sur. As torrentes destruíram casas e deixaram 10.000 famílias desabrigadas. Uma inundação varreu uma ponte ao longo de uma ferrovia da Philippine National Railways, fazendo com que um carro de passageiros descarrilasse; uma pessoa ficou ferida. A área de Manila também experimentou inundações generalizadas. Danos materiais causados pela  tempestade tropical totalizaram US$ 3 milhão.

### Tufão Clara (Dorang)
| Agência | Vento (kt) | Pressão (hPa) |
| ------- | ---------- | ------------- |
| CMA     | 77         | 975           |
| HKO     | 70         | 975           |
| JMA     | —          | 980           |
| JTWC    | 80         | 979           |

Clara formou-se a sudoeste de Guam em 1 de outubro de uma porção de separação de uma calha e inicialmente se moveu para o noroeste. :86Observações meteorológicas perto da tempestade no momento de sua formação eram escassas.:77O JTWC avaliou  que o sistema atingiu o status de tempestade tropical em 2 de outubro. Continuando a se intensificar, Clara curvou-se para o oeste sobre o mar central das Filipinas em 3 de outubro e se tornou um tufão no dia seguinte, de acordo com dados do JTWC. Os ventos de Clara chegaram a 150 km/h (93 mph) ao atingir a costa de Aurora, na baía de Dilasac, em 5 de outubro.:77Alertas foram levantados para Clara em partes de oito províncias filipinas antes da aproximação da tempestade.
Clara enfraqueceu sobre Lução, mas permaneceu um tufão ao emergir no Mar da China Meridional, onde finalmente recuperou ventos sustentados de um minuto de 150 km/h (90 km/h). Traçando um caminho semelhante ao da tempestade tropical Billie uma semana antes, o  centro de Clara passou ao sul de Hainan em 7 de outubro. A tempestade enfraqueceu no Golfo de Tonkin e atingiu o Vietnã ao norte de Đồng Hới em 8 de outubro com ventos sustentados de um minuto estimados em 85 km/h (53 mph) pelo JTWC. O ciclone enfraqueceu para o interior e se dissipou rapidamente sobre a Tailândia em 8 de outubro.:77

### Tufão Dot (Enang)
| Agência | Vento (kt) | Pressão (hPa) |
| ------- | ---------- | ------------- |
| CMA     | 87         | 975           |
| HKO     | 80         | 975           |
| JMA     | —          | 980           |
| JTWC    | 80         | 976           |

Dot originou-se da interação de um vale de baixa pressão e uma onda tropical a oeste de Pohnpei no início de outubro. :205O reconhecimento de aeronaves encontrou o sistema pela primeira vez em 6 de outubro, encontrando uma tempestade tropical em desenvolvimento 160 km (99 mi) a sudoeste de Yap.:77Dot viajou na direção oeste-noroeste e curvou-se gradualmente em direção ao noroeste, tornando-se um tufão em 9 de outubro. Dot então curvou-se para o oeste e  atingiu o norte de Lução no dia seguinte com ventos sustentados de um minuto de 130 km/h (80 km/h).:77A tempestade continuou a se fortalecer assim que emergiu no Mar da China Meridional e atingiu seu pico de intensidade com ventos sustentados de um minuto de aproximadamente 165 km/h (103 mph) em 11 de outubro. Dot então curvou-se lentamente para o norte e desembarcou na China, a leste de Hong Kong, em 13 de outubro praticamente na mesma intensidade.:77A tempestade então enfraqueceu rapidamente para o interior, passando para um ciclone extratropical em outubro. 15 e curvando-se para nordeste de volta ao Pacífico antes de ser observado pela última vez no Japão em 19 de outubro.
Dot foi o quinto tufão em 1964 a atingir Hong Kong.:77Sua proximidade com a colônia da Coroa levou à emissão do sinal de ciclone tropical nº. 10 do Royal Observatory e forçou a suspensão do transporte público e dos voos de entrada. O Observatório Real registrou 331.2 mm (13.04 in) de chuva e vendavais por oito horas consecutivas. Em Tate's Cairn, uma rajada de vento máxima de 220 km/h (140 mph) foi medido. Numerosos deslizamentos de terra provocados pela chuva destruíram casas e bloquearam estradas, resultando  na maioria das vítimas associadas  ao tufão. O número oficial de mortos da tempestade em Hong Kong enumerou 26 fatalidades e 85 lesões com 10 não contabilizado, :74embora os relatórios da imprensa na época indicassem um número maior de mortos. O dano total à propriedade foi estimado em milhões de dólares americanos.

### Depressão tropical Ellen
A depressão tropical 37W formou-se a oeste de Kawalein em 8 de outubro, atingindo um pico de tempestade tropical de 80 km/h (50 mph) e recebeu o nome de Ellen. Ellen  se dissipou em 10 de outubro perto de Pohnpei.

### Tempestade tropical Fran
| Agência | Vento (kt) | Pressão (hPa) |
| ------- | ---------- | ------------- |
| CMA     | 48         | 996           |
| HKO     | 45         | 998           |
| JMA     | —          | 996           |
| JTWC    | 50         | 1000          |

Fran começou seu desenvolvimento a noroeste das Ilhas Marshall por volta de 13 de outubro. O reconhecimento de aeronaves chegou ao sistema em 15 de outubro, encontrando-se como uma tempestade tropical que se move para o oeste. Fran então tomou uma direção mais ao norte, e somente em 17 de outubro atingiram ventos máximos sustentados de um minuto de 95 km/h (59 mph) aproximadamente 650 km (400 mi) a oeste de Wake Island de acordo com o JTWC. A partir daí, a tempestade passou a assumir características extratropicais, com seu centro de circulação se alargando e tornando-se irregular. Fran continuou para o norte antes de fazer uma curva para o leste depois de 20 de outubro, eventualmente fazendo a transição  para um sistema extratropical em 21 de outubro e se dissipando em 23 de outubro sobre o Pacífico aberto.

### Tempestade tropical Georgia (Grasing)
| Agência | Vento (kt) | Pressão (hPa) |
| ------- | ---------- | ------------- |
| CMA     | 48         | 994           |
| HKO     | 45         | 994           |
| JMA     | —          | 994           |
| JTWC    | 45         | 998           |

A tempestade tropical Georgia foi observada pela primeira vez como uma depressão tropical 360 km (220 mi) sul-sudoeste de Guam em 17 de outubro. O ciclone nascente não se organizou mais, com o reconhecimento de aeronaves incapaz de localizar o vórtice central da tempestade. No entanto, o sistema tornou-se mais pronunciado em 20 de outubro enquanto se dirigia para o oeste-noroeste e se tornou uma tempestade tropical em 21 de outubro perto das Filipinas. Por volta das 06:00 UTC em 21 de outubro, Georgia atingiu Lução na baía de Lamon e passou ao norte de Manila; ventos sustentados de um minuto associados à tempestade na época eram de cerca de 65 km/h (40 km/h). Em seguida, cruzou para o Mar da China Meridional, onde a intensificação continuou quando os ventos sustentados de um minuto da Georgia atingiram 85 km/h. A tempestade tropical passou ao sul de Hainan e atingiu a costa do Vietnã perto de Vinh em 23 de outubro, após o que se dissipou.

### Tufão Hope (Hobing)
| Agência | Vento (kt) | Pressão (hPa) |
| ------- | ---------- | ------------- |
| CMA     | 77         | 974           |
| HKO     | 70         | 970           |
| JMA     | —          | 975           |
| JTWC    | 75         | 973           |

O tufão Hope se originou por volta de 21 de outubro perto da ilha de Pohnpei, seguindo para oeste na intensidade da depressão tropical por três dias. Em 24 de outubro, quando estava a oeste de Guam, o JTWC atualizou o sistema para o status de tempestade tropical com base em observações aéreas do sistema.:77 Hope continuou a seguir para o oeste antes de fazer uma curva para o norte em 25 de outubro em direção a uma trilha eventualmente para o nordeste. Em 27 outubro, Hope tornou-se um tufão a noroeste das Ilhas Bonin conforme acelerava para nordeste.:77 Essa intensificação foi atribuída à intrusão de ar mais frio na circulação do tufão, causando uma onda de ventos nos níveis mais baixos da atmosfera durante um período de tempo relativamente curto. :21–25 Embora ventos tão altos quanto 240 km/h (150 mph) foram estimados por aeronaves de reconhecimento investigando o tufão durante este período,:78:214 Os ventos sustentados de um minuto de Hope nos dados de rastreamento do JTWC atingiram o pico de 140 km/h.
O tufão enfraqueceu gradualmente depois disso, mas continuou a produzir ventos fortes e ondas 8.2 m (27 pés) de altura. Em 29 de outubro, a  tempestade enfraqueceu para a força de uma tempestade tropical e depois fez a transição para um ciclone extratropical. O ciclone extratropical se intensificou ao se aproximar das Ilhas Aleutas centrais e mais tarde tornou-se parte de um sistema ciclônico mais amplo dentro do Mar de Bering.:78

### Tempestade tropical Iris
| Agência | Vento (kt) | Pressão (hPa) |
| ------- | ---------- | ------------- |
| CMA     | 58         | 988           |
| HKO     | 55         | 990           |
| JMA     | —          | 996           |
| JTWC    | 65         | 994           |

Em 1 de novembro, o JTWC começou a monitorar um distúrbio tropical no Mar da China Meridional, próximo ao oeste das Filipinas. No dia seguinte, o sistema se organizou rapidamente enquanto se movia na direção geral para o leste. Durante a tarde, o JTWC emitiu seu primeiro alerta sobre o sistema, declarando imediatamente a tempestade tropical Iris. Depois de seguir brevemente uma trilha para nordeste, Iris virou para sudeste e os aviões de reconhecimento registraram uma parede ocular em desenvolvimento. No dia seguinte, a pressão de 1000 mbar (hPa) foi registrado no centro da tempestade; no entanto, esta leitura não foi feita na intensidade mais alta da tempestade. Em 4 de novembro, Iris se intensificou em um tufão mínimo, atingindo ventos de 120 km/h (75 mph) e apresentava uma circular 29 km (18 mi) olho largo. Várias horas depois, a tempestade atingiu a região central do Vietnã do Sul com essa força. O rápido enfraquecimento ocorreu logo em seguida, com a tempestade se dissipando no final de 4 de novembro sobre o terreno elevado do Vietnã.
A tempestade tropical Iris trouxe chuvas significativas  para partes do Vietnã, resultando em inundações significativas. No entanto, alguns dias depois que Iris se mudou para o país, a tempestade tropical Joan piorou significativamente a situação.

### Tempestade tropical Joan
| Agência | Vento (kt) | Pressão (hPa) |
| ------- | ---------- | ------------- |
| CMA     | 48         | 998           |
| HKO     | 50         | 996           |
| JMA     | —          | 1000          |
| JTWC    | 70         | 999           |

A tempestade mais mortal da temporada de 1964, a tempestade tropical  Joan trouxe fortes inundações que mataram 7.000 pessoas no Vietnã.
Semelhante à formação da tempestade tropical Iris, a tempestade tropical Joan se originou de um distúrbio tropical sobre o oeste do Mar da China Meridional em 5 de novembro. Seguindo para o leste, o sistema rapidamente se organizou e foi imediatamente declarado uma tempestade tropical em 6 de novembro. No início do dia seguinte, um avião de reconhecimento registrou uma pressão de 1000 mbar (hPa), o menor em relação a Joan; no entanto, isso foi medido enquanto o sistema era uma tempestade tropical mínima. O desenvolvimento contínuo ocorreu no dia seguinte, como uma nuvem de parede bem definida desenvolvida dentro do sistema. Joan atingiu a intensidade do tufão durante a tarde de 8 de novembro e atingiu seu pico de intensidade com ventos de 130 km/h (81 mph) logo em seguida. A tempestade tropical Joan atingiu a costa quase no mesmo local que o tufão Iris, no centro do Vietnã, antes de enfraquecer rapidamente sobre a terra. O sistema acabou enfraquecendo para uma depressão tropical em 9 de novembro antes de se dissipar sobre o Laos.
Devido à rápida sucessão das tempestades tropicais Iris e Joan, inundações generalizadas e inundações catastróficas foram relatadas na região central do Vietnã do Sul. Aproximadamente 90% das estruturas em três províncias foram danificadas pelas tempestades e estima-se que quase um milhão tenha ficado desabrigado. As  operações militares durante a Guerra do Vietnã foram suspensas pelos tufões.

### Tufão Kate
| Agência | Vento (kt) | Pressão (hPa) |
| ------- | ---------- | ------------- |
| CMA     | 68         | 988           |
| HKO     | 70         | 985           |
| JMA     | —          | 990           |
| JTWC    | 80         | 986           |

Uma onda tropical foi rastreada no Vietnã do Sul em 12 de novembro. A onda se tornou a depressão tropical 45W no dia 13. A depressão rapidamente se fortaleceu na tempestade tropical Kate no mesmo dia. Kate fez uma curva para o oeste  como um tempestade tropical de 97 km/h (60 mph). Kate se fortaleceu em um tufão no dia 15 e um pico com ventos de 140 km/h (90 mph) do dia seguinte. Kate atingiu o Vietnã do Sul no dia 17, dissipando-se por terra.

### Tufão Louise–Marge (Ining–Liling)
| Agência | Vento (kt) | Pressão (hPa) |
| ------- | ---------- | ------------- |
| CMA     | 155        | 923           |
| HKO     | 145        | 890           |
| JMA     | —          | 915           |
| JTWC    | 165        | 914           |

Louise-Marge começou como um vórtice ciclônico associado a uma onda tropical perto do estado de Yap em 12 de novembro.:83:232 Dois dias depois, o sistema tornou-se uma depressão tropical e atingiu a intensidade da tempestade tropical em 15 de novembro. Este ciclone tropical inicial foi nomeado Louise pelo JTWC. Louise tornou-se um tufão no dia seguinte e passou 22 km ao sul de Angaur com ventos sustentados de um minuto estimados em aproximadamente 185 km/h (100 km/h).:78 Louise continuou a se intensificar depois de passar pela ilha e atingiu seu pico de intensidade em 18 de novembro com ventos sustentados de um minuto de 305 km/h (190 mph) e uma pressão de ar central de 915 mbar (27.0 inHg). Louise estava extraordinariamente perto do equador para uma tempestade de sua intensidade; persistindo em uma força equivalente a uma categoria 5 na escala Saffir-Simpson em 7,3 ° N, mais próximo do equador do que qualquer outro ciclone tropical do Hemisfério Norte de tal intensidade. Em 19 de novembro, Louise tocou a costa na baía de Lanuza, em Surigao do Sul, nas Filipinas, com ventos de aproximadamente 260 km/h (160 km/h).:78 As agências  meteorológicas discordam sobre a evolução de Louise após o landfall, com o JTWC e o JMA determinando que ele se dissipou em 21 de novembro. As duas agências determinaram que um segundo ciclone tropical distinto a leste das Filipinas, chamado Marge pelo JTWC, se formou simultaneamente. O CMA lista Marge como uma continuação de Louise. Esta tempestade passou por Lução e acabou se dissipando no Mar da China Meridional em 26 de novembro.
Anguar e Peleliu sofreram danos generalizados com o custo variando entre US$ 50.000 e US$ 500.000. Em Peleliu, 97 por cento das estruturas foram destruídas, enquanto 90 por cento das casas em Anguar foram destruídas. A perda de casas nas duas ilhas deslocou 178 famílias. Uma pessoa morreu e quatro pessoas ficaram feridas. O US Weather Bureau chamou Louise-Marge de uma das tempestades mais destrutivas já documentadas no centro das Filipinas. Pelo menos 576 pessoas foram mortas, embora a Cruz Vermelha filipina tenha registrado 631 mortes, juntamente com 157 pessoas desaparecidas e 376.235 pessoas desalojadas pelo tufão. Dezenove províncias filipinas foram afetadas pela tempestade. Destruição generalizada ocorreu na cidade de Surigao, onde a tempestade matou 312 pessoas e causou US$ 12,5 milhões em danos.; Vários navios afundaram durante a tempestade, contribuindo em parte para o número de mortos. Um estado de calamidade foi declarado para Surigao do Norte, levando a um intenso esforço de socorro em meio a uma epidemia de cólera em andamento e inundações não relacionadas. Em 19 de junho66, o Congresso das Filipinas autorizou ₱ 3,4 milhões a serem distribuídos anualmente durante o ano fiscal de 1969-70 para a província e seus municípios.

### Tempestade tropical Nora (Moning)
| Agência | Vento (kt) | Pressão (hPa) |
| ------- | ---------- | ------------- |
| CMA     | 48         | 997           |
| HKO     | 45         | 995           |
| JMA     | —          | 995           |
| JTWC    | 55         | 995           |

Nora começou no Mar de Sulu perto das Ilhas Cagayan por volta de 26–27 de novembrro, e se tornou uma tempestade tropical logo após ser detectada pela primeira vez. A tempestade seguiu em direção ao nordeste e atingiu seu pico de força em 27 de novembro com ventos sustentados de um minuto estimados pelo JTWC em 100 km/h (65 km/h). Nora então fez uma curva para noroeste antes de desembarcar em Mindoro, nas Filipinas, em 28 de novembro. A tempestade então enfraqueceu para uma depressão tropical e não se fortaleceu mais, embora os dados das agências de rastreamento discordem sobre a dissipação de Nora,  com o HKO e o JTWC analisando que a tempestade se dissipou na direção do Mar da China Meridional, enquanto o CMA e o JMA indicam que o sistema continuou a nordeste através das Filipinas antes de se dissipar sobre o Mar das Filipinas. As águas agitadas levantadas pela tempestade levaram ao naufrágio de um cargueiro perto da cidade de Zamboanga, causando o suposto afogamento de 18 pessoas; outros 37 tripulantes foram resgatados.

### Tufão Opal (Naning)
| Agência | Vento (kt) | Pressão (hPa) |
| ------- | ---------- | ------------- |
| CMA     | 165        | 905           |
| HKO     | 150        | 905           |
| JMA     | —          | 900           |
| JTWC    | 170        | 903           |

Opal formou-se a partir de uma onda tropical que se moveu pelas Ilhas Carolinas no início de dezembro, com uma circulação inicial de vento se desenvolvendo em 8 de dezembro. :239 O sistema recém-formado se organizou rapidamente; no momento em que uma aeronave de reconhecimento encontrou o sistema 160 km (99 mi) a sudoeste de Chuuk Lagoon em 9 de dezembro, Opal já era um tufão com um olho abrangendo 40 km (25 mi) transversalmente.:78:47entre 10–12 de dezembro, Opal moveu-se entre Yap e Palau, passando por 65 km (40 mi) ao norte de Kayangel com ventos sustentados de um minuto de 260 km/h (160 km/h).:78 Em 12 de dezembro, Opal atingiu seu pico de intensidade com ventos sustentados de um minuto de 315 km/h (196 mph) e uma pressão central de 895 hPa (26,43 inHg). Dados do JTWC indicaram que os ventos de Opal, junto com Sally no início do ano, foram os mais altos de qualquer tufão em 1964. Opal também teve a maior circulação de vento de qualquer tufão em 1964, com uma extensão total de 2.100 km (1.300 mi).:47 Em 14 de dezembro, o tufão passou ao norte de Cataduanes e da Ilha Polillo e seus ventos começaram a diminuir. Mais tarde naquele dia, Opal atingiu a costa central de Lução com ventos sustentados de um minuto de 140 km/h (85 km/h). O tufão enfraqueceu ainda mais à medida que se movia sobre Lução. Seu centro então executou um pequeno loop no sentido anti-horário sobre o oeste de Lução antes de se curvar para o norte e emergir brevemente no Golfo de Lingayen como uma tempestade tropical. Opala cruzou o noroeste de Lução e as ilhas Babuyan em 16 de dezembro e mais tarde tornou-se extratropical perto de Okinawa em 17 de dezembro; essa fase do desenvolvimento de Opala se dissipou no dia seguinte.:78
Opala causou danos menores a algumas casas em Palau, onde os ventos atingiram cerca de 140 km/h (85 km/h). Barracas em Angaur e Peleliu foram inundadas por uma tempestade. O Philippine Weather Bureau emitiu inicialmente avisos de tempestade para o leste de Visayas e Mindanao em 13 de dezembro em antecipação ao Opala; esses avisos foram posteriormente estendidos ao sul e ao centro de Lução. Philippine Airlines cancelou todos os voos programados para a tarde de 14 de dezembro e os militares dos EUA moveram sua aeronave  baseada em Lução para um local seguro. O Aeroporto Internacional de Manila foi fechado e as ferrovias paralisadas. Algumas escolas e escritórios em Manila foram forçados a fechar devido às chuvas de Opal. O custo total dos danos causados pelo Opala nas Filipinas foi estimado em US$ 25 milhão. Duas pessoas morreram e outras três ficaram feridas em Virac, Catanduanes, depois que sua casa foi arrasada por um deslizamento de terra causado por chuvas torrenciais. Opala causou danos mat eriais significativos em Lução e interrompeu as comunicações.:78 As lavouras de arroz foram danificadas por fortes chuvas e, juntamente com as lavouras de coco, sofreram perdas estimadas em milhões de dólares americanos.:78 Essas perdas de safra foram mais severas no centro e sudeste de Lução. Um desmoronamento levou ao descarrilamento de oito vagões de um trem de passageiros com 1.500 passageiros passageiros em Quezon. Outro trem com 400–500 os passageiros colidiram com um vagão de mercadorias jogado nos trilhos pelos ventos de Opala, embora nenhum ferido tenha sido relatado. Um cargueiro foi levado para terra pelo tufão em Jose Panganiban.:78 No total, 26 pessoas foram mortas e milhares de outras ficaram desabrigadas na passagem de Opal nas Filipinas. O governo filipino designou 54 províncias e cidades áreas de desastre. O mar agitado de Opal, ao largo de Okinawa, arrastou duas pessoas de um navio encalhado em um recife durante uma operação de resgate, levando à morte.

## Nomes de tempestade

### Internacional
Durante a temporada 39 chamados ciclones tropicais desenvolvidos no Pacífico Ocidental de acordo com o JTWC e nomeados pela agência  quando foi determinado que eles se tornaram tempestades tropicais. Os nomes foram sorteados sequencialmente de um conjunto de quatro listas de nomenclatura alfabética e eram todos femininos.
| Tess    | Viola | Winnie | Alice  | Betty | Cora   | Doris | Elsie  | Flossie | Grace | Helen  | Ida   | junho | Kathy | Lorna |
| Marie   | Nancy | Olga   | Pamela | Ruby  | Sally  | Tilda | Violet | Wilda   | Anita | Billie | Clara | Dot   | Ellen | Fran  |
| Georgia | Hope  | Iris   | Joan   | Kate  | Louise | Marge | Nora   | Opal    |       |        |       |       |       |       |

Após a temporada, o JTWC anunciou que o nome Tilda seria removido da lista e o nome selecionado para substituí-lo foi Therese, que foi usado pela primeira vez na temporada de 1967.

### Filipinas
| Asiang         | Biring  | Konsing  | Dading | Edeng   |
| Gloring        | Huaning | Isang    | Lusing | Maring  |
| Nitang         | Osang   | Paring   | Reming | Seniang |
| Toyang         | Undang  | Welpring | Yoning |         |
| Auxiliary list |         |          |        |         |
|                |         |          |        | Aring   |
| Basiang        | Kayang  | Dorang   | Enang  | Grasing |
| Hobing         | Ining   | Liling   | Moning | Naning  |
| Oring          |         |          |        |         |

A Administração de Serviços Atmosféricos, Geofísicos e Astronômicos das Filipinas usa seu próprio esquema de nomenclatura para ciclones tropicais em sua área de responsabilidade. A PAGASA atribui nomes às depressões tropicais que se formam dentro de sua área de responsabilidade e a qualquer ciclone tropical que possa se mover para dentro de sua área de responsabilidade. A PAGASA usa seu próprio esquema de nomenclatura que começa no alfabeto filipino, com nomes femininos filipinos terminando com "ng" (A, B, K, D, etc. ). Caso a lista de nomes para um determinado ano se revele insuficiente, os nomes são retirados de uma lista auxiliar, sendo os 6 primeiros publicados todos os anos antes do início da época (neste caso,  esgotam-se todos e mais nomes auxiliares são dados). Todos os nomes de tempestade aqui são usados pela primeira vez (e somente, no caso de Dading). Os nomes não retirados desta lista voltarão a ser utilizados na temporada de 1968.
Após a temporada, a PAGASA anunciou que o nome Dading seria retirado de suas listas de nomenclatura devido aos seus impactos e foi substituído por Didang que foi usado pela primeira vez durante a temporada de 1968, este nome foi posteriormente retirado pela Agência durante a temporada de tufões do Pacífico de 1976 e substituído por Ditang que foi usado  pela primeira vez durante a temporada de 1980.

## Efeitos da temporada
Esta tabela listará todas as tempestades que se desenvolveram no noroeste do Oceano Pacífico, a oeste da Linha Internacional de Data e ao norte do equador durante 1964. Incluirá sua intensidade, duração, nome, áreas afetadas, mortes, pessoas desaparecidas (entre parênteses) e totais de danos. Os valores de classificação e intensidade serão baseados em estimativas realizadas pela JMA. Todos os números de danos serão em 1964 USD. Danos e mortes de uma tempestade incluirão quando a tempestade foi uma onda precursora ou uma baixa extratropical.
| Nome                 | Datas ativo                            | Classificação máxima       | Velocidade de vento sustentados | Pressão               | Áreas afetadas                                | Danos (USD)   | Fatalidades  | Refs |
| -------------------- | -------------------------------------- | -------------------------- | ------------------------------- | --------------------- | --------------------------------------------- | ------------- | ------------ | ---- |
| TD                   | 26 de janeiro                          | Depressão tropical         | Não definido                    | 1008 hPa (29.77 inHg) | Ilhas Carolinas                               | Nenhum        | Nenhum       |      |
| TD                   | 23 de abril–24                         | Depressão tropical         | Não definido                    | 1008 hPa (29.77 inHg) | Ilhas Carolinas                               | Nenhum        | Nenhum       |      |
| TD                   | 26 de abril–27                         | Depressão tropical         | Não definido                    | 1008 hPa (29.77 inHg) | Ilhas Marianas                                | Nenhum        | Nenhum       |      |
| TD                   | 30 de abril – 3 de maio                | Depressão tropical         | Não definido                    | 1008 hPa (29.77 inHg) | Ilhas Carolinas                               | Nenhum        | Nenhum       |      |
| TD                   | 30 de abril                            | Depressão tropical         | Não definido                    | 1008 hPa (29.77 inHg) | Ilhas Carolinas                               | Nenhum        | Nenhum       |      |
| TD                   | 30 de abril                            | Depressão tropical         | Não definido                    | 1005 hPa (29.68 inHg) | Nenhum                                        | Nenhum        | Nenhum       |      |
| TD                   | 10 de maio–14                          | Depressão tropical         | Não definido                    | 1004 hPa (29.65 inHg) | Malásia                                       | Nenhum        | Nenhum       |      |
| Tess (Asiang)        | 30 de abril – 3 de maio                | Tufão                      | 155 km/h (96 mph)               | 960 hPa (28.35 inHg)  | Ilhas Marianas                                | Nenhum        | Nenhum       |      |
| TD                   | 12 de maio                             | Depressão tropical         | Não definido                    | 1008 hPa (29.77 inHg) | Palau                                         | Nenhum        | Nenhum       |      |
| 02W                  | 15 de maio–19                          | Depressão tropical         | 55 km/h (34 mph)                | 1000 hPa (29.53 inHg) | Ilhas Marianas                                | Nenhum        | Nenhum       |      |
| TD                   | 17 de maio–18                          | Depressão tropical         | Não definido                    | 1002 hPa (29.59 inHg) | Nenhum                                        | Nenhum        | Nenhum       |      |
| TD                   | 18 de maio                             | Depressão tropical         | Não definido                    | 1002 hPa (29.59 inHg) | Nenhum                                        | Nenhum        | Nenhum       |      |
| TD                   | 21 de maio–25                          | Depressão tropical         | Não definido                    | 1000 hPa (29.53 inHg) | Camboja                                       | Nenhum        | Nenhum       |      |
| Viola (Konsing)      | 21 de maio–30                          | Tufão                      | 130 km/h (81 mph)               | 980 hPa (28.64 inHg)  | China meridional                              | Nenhum        | Nenhum       |      |
| Biring               | 22 de maio–26                          | Depressão tropical         | 55 km/h (34 mph)                | 1006 hPa (29.71 inHg) | Filipinas                                     | Nenhum        | Nenhum       |      |
| TD                   | 22 de maio                             | Depressão tropical         | Não definido                    | 1006 hPa (29.71 inHg) | Filipinas                                     | Nenhum        | Nenhum       |      |
| TD                   | 23 de maio                             | Depressão tropical         | Não definido                    | 1004 hPa (29.65 inHg) | Vietname                                      | Nenhum        | Nenhum       |      |
| TD                   | 23 de maio–28                          | Depressão tropical         | Não definido                    | 1002 hPa (29.59 inHg) | Nenhum                                        | Nenhum        | Nenhum       |      |
| TD                   | 24 de maio                             | Depressão tropical         | Não definido                    | 1009 hPa (29.80 inHg) | Nenhum                                        | Nenhum        | Nenhum       |      |
| TD                   | 3 de junho–4                           | Depressão tropical         | Não definido                    | 1010 hPa (29.83 inHg) | Nenhum                                        | Nenhum        | Nenhum       |      |
| TD                   | 18 de junho                            | Depressão tropical         | Não definido                    | 1008 hPa (29.77 inHg) | Ilhas Carolinas                               | Nenhum        | Nenhum       |      |
| TD                   | 19 de junho–20                         | Depressão tropical         | Não definido                    | 1013 hPa (29.92 inHg) | Nenhum                                        | Nenhum        | Nenhum       |      |
| Winnie (Dading)      | 24 de junho – 4 de julho               | Tufão                      | 185 km/h (115 mph)              | 968 hPa (28.58 inHg)  | Filipinas, China meridional                   | Nenhum        | 100          |      |
| TD                   | 25 de junho                            | Depressão tropical         | Não definido                    | 1002 hPa (29.59 inHg) | Vietname                                      | Nenhum        | Nenhum       |      |
| Alice                | 26 de junho–29                         | Tempestade tropical        | 120 km/h (75 mph)               | 1000 hPa (29.65 inHg) | Ilhas Marianas                                | Nenhum        | Nenhum       |      |
| 06W                  | 1 de julho–2                           | Depressão tropical         | 45 km/h (28 mph)                | 1008 hPa (29.77 inHg) | Nenhum                                        | Nenhum        | Nenhum       |      |
| Betty (Edeng)        | 2 de julho–7                           | Tufão                      | 205 km/h (127 mph)              | 960 hPa (28.35 inHg)  | Ilhas Ryukyu, China Oriental, Coreia          | Desconhecido  | Nenhum       |      |
| Cora (Huaning)       | 5 de julho–11                          | Tufão                      | 260 km/h (160 mph)              | 970 hPa (28.64 inHg)  | Ilhas Carolinas, Filipinas                    | Desconhecido  | Nenhum       |      |
| Gloring              | 5 de julho                             | Depressão tropical         | 45 km/h (28 mph)                | 1008 hPa (29.77 inHg) | Filipinas                                     | Nenhum        | Nenhum       |      |
| TD                   | 6 de julho–8                           | Depressão tropical         | Não definido                    | 1006 hPa (29.71 inHg) | Nenhum                                        | Nenhum        | Nenhum       |      |
| TD                   | 7 de julho–11                          | Depressão tropical         | Não definido                    | 1004 hPa (29.65 inHg) | Philippines, China meridional                 | Nenhum        | Nenhum       |      |
| TD                   | 7 de julho–8                           | Depressão tropical         | Não definido                    | 1006 hPa (29.71 inHg) | Filipinas                                     | Nenhum        | Nenhum       |      |
| TD                   | 8 de julho                             | Depressão tropical         | 45 km/h (28 mph)                | 1004 hPa (29.65 inHg) | Tailândia                                     | Nenhum        | Nenhum       |      |
| TD                   | 9 de julho–12                          | Depressão tropical         | Não definido                    | 1004 hPa (29.65 inHg) | Filipinas                                     | Nenhum        | Nenhum       |      |
| Doris (Isang)        | 11 de julho–17                         | Tempestade tropical severa | 150 km/h (93 mph)               | 995 hPa (29.38 inHg)  | Caroline Islands, Ilhas Ryukyu                | Nenhum        | Nenhum       |      |
| TD                   | 11 de julho–12                         | Depressão tropical         | Não definido                    | 1006 hPa (29.71 inHg) | Vietname                                      | Nenhum        | Nenhum       |      |
| Elsie (Lusing)       | 13 de julho–19                         | Tempestade tropical severa | 185 km/h (115 mph)              | 1000 hPa (29.65 inHg) | Filipinas                                     | Desconhecido  | Nenhum       |      |
| TD                   | 19 de julho–21                         | Depressão tropical         | Não definido                    | 1008 hPa (29.77 inHg) | Nenhum                                        | Nenhum        | Nenhum       |      |
| 11W (Maring)         | 21 de julho–23                         | Depressão tropical         | 45 km/h (28 mph)                | 1006 hPa (29.71 inHg) | Filipinas                                     | Nenhum        | Nenhum       |      |
| Flossie (Nitang)     | 24 de julho–29                         | Tufão                      | 150 km/h (93 mph)               | 980 hPa (28.94 inHg)  | Ilhas Ryukyu, China Oriental, Coreia do Norte | Desconhecido  | Nenhum       |      |
| TD                   | 24 de julho–25                         | Depressão tropical         | Não definido                    | 1006 hPa (29.71 inHg) | Nenhum                                        | Nenhum        | Nenhum       |      |
| TD                   | 24 de julho–26                         | Depressão tropical         | Não definido                    | 1005 hPa (29.74 inHg) | Nenhum                                        | Nenhum        | Nenhum       |      |
| TD                   | 25 de julho                            | Depressão tropical         | Não definido                    | 1004 hPa (29.65 inHg) | Nenhum                                        | Nenhum        | Nenhum       |      |
| Grace (Osang-Paring) | 25 de julho – 4 de agosto              | Tempestade tropical        | 95 km/h (59 mph)                | 998 hPa (29.41 inHg)  | Ilhas Ryukyu                                  | Nenhum        | Nenhum       |      |
| Helen                | 27 de julho – 5 de agosto              | Tufão                      | 240 km/h (150 mph)              | 930 hPa (27.46 inHg)  | Japão, Península Coreana                      | Desconhecido  | Nenhum       |      |
| TD                   | 27 de julho–28                         | Depressão tropical         | Não definido                    | 1008 hPa (29.77 inHg) | Nenhum                                        | Nenhum        | Nenhum       |      |
| TD                   | 28 de julho–30                         | Depressão tropical         | Não definido                    | 1000 hPa (29.53 inHg) | Nenhum                                        | Nenhum        | Nenhum       |      |
| Ida (Seniang)        | 1 de agosto–12                         | Tufão                      | 250 km/h (160 mph)              | 925 hPa (27.32 inHg)  | Ilhas Carolinas, Filipinas, China Sul         | Desconhecido  | 75           |      |
| TD                   | 3 de agosto                            | Depressão tropical         | Não definido                    | 998 hPa (29.47 inHg)  | China meridional                              | Nenhum        | Nenhum       |      |
| TD                   | 3 de agosto–7                          | Depressão tropical         | Não definido                    | 998 hPa (29.47 inHg)  | Vietname                                      | Nenhum        | Nenhum       |      |
| TD                   | 8 de agosto–11                         | Depressão tropical         | Não definido                    | 1006 hPa (29.71 inHg) | Vietname                                      | Nenhum        | Nenhum       |      |
| junho (Toyang)       | 9 de agosto–17                         | Tempestade tropical        | 75 km/h (47 mph)                | 998 hPa (29.41 inHg)  | Filipinas, China meridional                   | Nenhum        | Nenhum       |      |
| Kathy                | 10 de agosto–25                        | Tufão                      | 215 km/h (134 mph)              | 948 hPa (28.00 inHg)  | Caroline Islands, Filipinas, South China      | Desconhecido  | 75           |      |
| Lorna                | 11 de agosto–15                        | Tempestade tropical        | 65 km/h (40 mph)                | 1002 hPa (29.59 inHg) | Nenhum                                        | Nenhum        | Nenhum       |      |
| Marie (Undang)       | 12 de agosto–20                        | Tufão                      | 130 km/h (81 mph)               | 980 hPa (28.94 inHg)  | Ilhas Ryukyu                                  | Desconhecido  | Nenhum       |      |
| TD                   | 14 de agosto                           | Depressão tropical         | Não definido                    | 1008 hPa (29.77 inHg) | Ilhas Carolinas                               | Nenhum        | Nenhum       |      |
| TD                   | 15 de agosto                           | Depressão tropical         | Não definido                    | 1010 hPa (29.83 inHg) | Nenhum                                        | Nenhum        | Nenhum       |      |
| TD                   | 15 de agosto–17                        | Depressão tropical         | Não definido                    | 1004 hPa (29.65 inHg) | Vietname                                      | Nenhum        | Nenhum       |      |
| Nancy                | 17 de agosto–19                        | Depressão tropical         | 65 km/h (40 mph)                | 1000 hPa (29.53 inHg) | Filipinas                                     | Nenhum        | Nenhum       |      |
| Olga                 | 20 de agosto–28                        | Depressão tropical         | 85 km/h (53 mph)                | 998 hPa (29.47 inHg)  | Vietname, China meridional                    | Nenhum        | Nenhum       |      |
| TD                   | 21 de agosto                           | Depressão tropical         | Não definido                    | 1000 hPa (29.53 inHg) | Vietname                                      | Nenhum        | Nenhum       |      |
| TD                   | 22 de agosto–23                        | Depressão tropical         | Não definido                    | 996 hPa (29.41 inHg)  | Vietname                                      | Nenhum        | Nenhum       |      |
| TD                   | 23 de agosto                           | Depressão tropical         | Não definido                    | 1008 hPa (29.77 inHg) | Ilhas Carolinas                               | Nenhum        | Nenhum       |      |
| TD                   | 24 de agosto                           | Depressão tropical         | Não definido                    | 1006 hPa (29.71 inHg) | Nenhum                                        | Nenhum        | Nenhum       |      |
| 23W                  | 24 de agosto–26                        | Depressão tropical         | 55 km/h (34 mph)                | 1004 hPa (29.65 inHg) | Nenhum                                        | Nenhum        | Nenhum       |      |
| Pamela               | 25 de agosto–27                        | Depressão tropical         | 95 km/h (59 mph)                | 998 hPa (29.47 inHg)  | Vietnam, China meridional                     | Nenhum        | Nenhum       |      |
| TD                   | 27 de agosto–29                        | Depressão tropical         | Não definido                    | 1007 hPa (29.74 inHg) | Japão                                         | Nenhum        | Nenhum       |      |
| TD                   | 28 de agosto–29                        | Depressão tropical         | Não definido                    | 1006 hPa (29.71 inHg) | Ilhas Ryukyu                                  | Nenhum        | Nenhum       |      |
| TD                   | 28 de agosto–29                        | Depressão tropical         | Não definido                    | 1008 hPa (29.77 inHg) | Ilhas Carolinas                               | Nenhum        | Nenhum       |      |
| TD                   | 29 de agosto – 1 de setembro           | Depressão tropical         | Não definido                    | 1003 hPa (29.62 inHg) | China meridional                              | Nenhum        | Nenhum       |      |
| 26W                  | 29 de agosto – 6 de setembro           | Depressão tropical         | 55 km/h (34 mph)                | 1004 hPa (29.65 inHg) | China meridional                              | Nenhum        | Nenhum       |      |
| TD                   | 29 de agosto – 2 de setembro           | Depressão tropical         | Não definido                    | 1008 hPa (29.77 inHg) | China meridional                              | Nenhum        | Nenhum       |      |
| Ruby (Yoning)        | 1 de setembro –6                       | Tufão                      | 220 km/h (140 mph)              | 970 hPa (28.64 inHg)  | Filipinas, China                              | Desconhecido  | 730          |      |
| TD                   | 3 de setembro–4                        | Depressão tropical         | Não definido                    | 1004 hPa (29.65 inHg) | Nenhum                                        | Nenhum        | Nenhum       |      |
| Sally (Aring)        | 3 de setembro–11                       | Tufão                      | 315 km/h (196 mph)              | 895 hPa (28.94 inHg)  | Ilhas Mariana, Filipinas, China               | Desconhecido  | Desconhecido |      |
| 28W                  | 7 de setembro–9                        | Depressão tropical         | 55 km/h (34 mph)                | 1004 hPa (29.65 inHg) | Ilhas Carolinas                               | Nenhum        | Nenhum       |      |
| TD                   | 8 de setembro–12                       | Depressão tropical         | Não definido                    | 1006 hPa (29.71 inHg) | Vietname                                      | Nenhum        | Nenhum       |      |
| Violet               | 11 de setembro–16                      | Tufão                      | 140 km/h (87 mph)               | 984 hPa (29.06 inHg)  | Filipinas, Vietname                           | Desconhecido  | Desconhecido |      |
| TD                   | 11 de setembro–14                      | Depressão tropical         | Não definido                    | 1004 hPa (29.65 inHg) | Ilhas Carolinas                               | Nenhum        | Nenhum       |      |
| Tilda (Basiang)      | 12 de setembro–24                      | Tufão                      | 205 km/h (127 mph)              | 965 hPa (28.50 inHg)  | Filipinas, China meridional, Vietnam          | Desconhecido  | Desconhecido |      |
| TD                   | 14 de setembro–17                      | Depressão tropical         | Não definido                    | 1004 hPa (29.65 inHg) | Filipinas, Taiwan                             | Nenhum        | Nenhum       |      |
| 31W                  | 15 de setembro                         | Depressão tropical         | Não definido                    | 1008 hPa (29.77 inHg) | Nenhum                                        | Nenhum        | Nenhum       |      |
| Wilda                | 16 de setembro–25                      | Tufão                      | 280 km/h (170 mph)              | 895 hPa (26.43 inHg)  | Ilhas Marianas, Japão                         | Desconhecido  | 43           |      |
| TD                   | 17 de setembro–18                      | Depressão tropical         | Não definido                    | 1008 hPa (29.77 inHg) | Filipinas                                     | Nenhum        | Nenhum       |      |
| TD                   | 17 de setembro–18                      | Depressão tropical         | Não definido                    | 1010 hPa (29.83 inHg) | Nenhum                                        | Nenhum        | Nenhum       |      |
| TD                   | 17 de setembro                         | Depressão tropical         | Não definido                    | 1004 hPa (29.65 inHg) | Filipinas                                     | Nenhum        | Nenhum       |      |
| TD                   | 18 de setembro                         | Depressão tropical         | Não definido                    | 1004 hPa (29.65 inHg) | Vietname                                      | Nenhum        | Nenhum       |      |
| TD                   | 19 de setembro–24                      | Depressão tropical         | 55 km/h (34 mph)                | 992 hPa (29.29 inHg)  | Filipinas                                     | Nenhum        | Nenhum       |      |
| Anita                | 23 de setembro–28                      | Tempestade tropical        | 95 km/h (59 mph)                | 998 hPa (29.47 inHg)  | Filipinas, Vietname                           | Nenhum        | Nenhum       |      |
| Billie (Kayang)      | 24 de setembro – 2 de outubro          | Tempestade tropical severa | 110 km/h (68 mph)               | 994 hPa (29.35 inHg)  | Filipinas, Vietname, China Meridional         | Desconhecido  | Nenhum       |      |
| TD                   | 26 de setembro                         | Depressão tropical         | Não definido                    | 1004 hPa (29.65 inHg) | Nenhum                                        | Nenhum        | Nenhum       |      |
| TD                   | 28 de setembro–29                      | Depressão tropical         | Não definido                    | 1004 hPa (29.65 inHg) | Vietname                                      | Nenhum        | Nenhum       |      |
| TD                   | 29 de setembro                         | Depressão tropical         | Não definido                    | 1000 hPa (29.53 inHg) | Filipinas                                     | Nenhum        | Nenhum       |      |
| TD                   | 29 de setembro–October 1               | Depressão tropical         | Não definido                    | 1002 hPa (29.53 inHg) | Vietnam, Camboja                              | Nenhum        | Nenhum       |      |
| TD                   | 30 de setembro                         | Depressão tropical         | Não definido                    | 1008 hPa (29.77 inHg) | Nenhum                                        | Nenhum        | Nenhum       |      |
| Clara (Dorang)       | 1 de outubro–8                         | Tufão                      | 150 km/h (93 mph)               | 980 hPa (28.94 inHg)  | Filipinas, Vietname                           | Desconhecido  | Nenhum       |      |
| TD                   | 3 de outubro –4                        | Depressão tropical         | Não definido                    | 1010 hPa (29.83 inHg) | Nenhum                                        | Nenhum        | Nenhum       |      |
| TD                   | 3 de outubro –7                        | Depressão tropical         | Não definido                    | 1006 hPa (29.71 inHg) | Ilhas Carolinas                               | Nenhum        | Nenhum       |      |
| TD                   | 7 de outubro                           | Depressão tropical         | Não definido                    | 1008 hPa (29.77 inHg) | Nenhum                                        | Nenhum        | Nenhum       |      |
| Dot (Enang)          | 7 de outubro–15                        | Tufão                      | 165 km/h (103 mph)              | 980 hPa (28.94 inHg)  | Ilhas Mariana, Japão                          | Desconhecido  | 43           |      |
| TD                   | 7 de outubro –10                       | Depressão tropical         | Não definido                    | 1008 hPa (29.77 inHg) | Ilhas Carolinas                               | Nenhum        | Nenhum       |      |
| Ellen                | 8 de outubro –10                       | Depressão tropical         | 85 km/h (53 mph)                | 1006 hPa (29.71 inHg) | Ilhas Marshall                                | Nenhum        | Nenhum       |      |
| Totais da temporada  |                                        |                            |                                 |                       |                                               |               |              |      |
| 32 systems           | 26 de janeiro – 31 de dezembro de 1964 |                            | 220 km/h (140 mph)              | 885 hPa (26.13 inHg)  |                                               | >$396 680 000 | >1,021       |      |